# Karlstads domkyrka
Karlstads domkyrka är en kyrkobyggnad belägen på Tingvallaön i centrala Karlstad. Den är domkyrka i Karlstad stift och församlingskyrka i Karlstads domkyrkoförsamling inom Svenska kyrkan.
Kyrkan uppfördes 1723–1730 av murarmästare Christian Haller, som en centralkyrka i stram barockstil med kraftiga vitputsade murar i byggnadssten och detaljer i murtegel. Fönster och muröppningar är rundbågiga. Senare tillkom ett kyrktorn i väster, och kyrkan fick mera karaktären av korskyrka. Under 1800-talet tillkom nyklassicistiska byggnadselement.
Kyrkan har status som domkyrka sedan 1647, då drottning Kristina lät flytta Mariestads superintendentia till Karlstad. Superintendenten ersattes av en biskop 1772, och sedan dess har Karlstads domkyrka varit biskopssäte.

## Domkyrkans föregångare

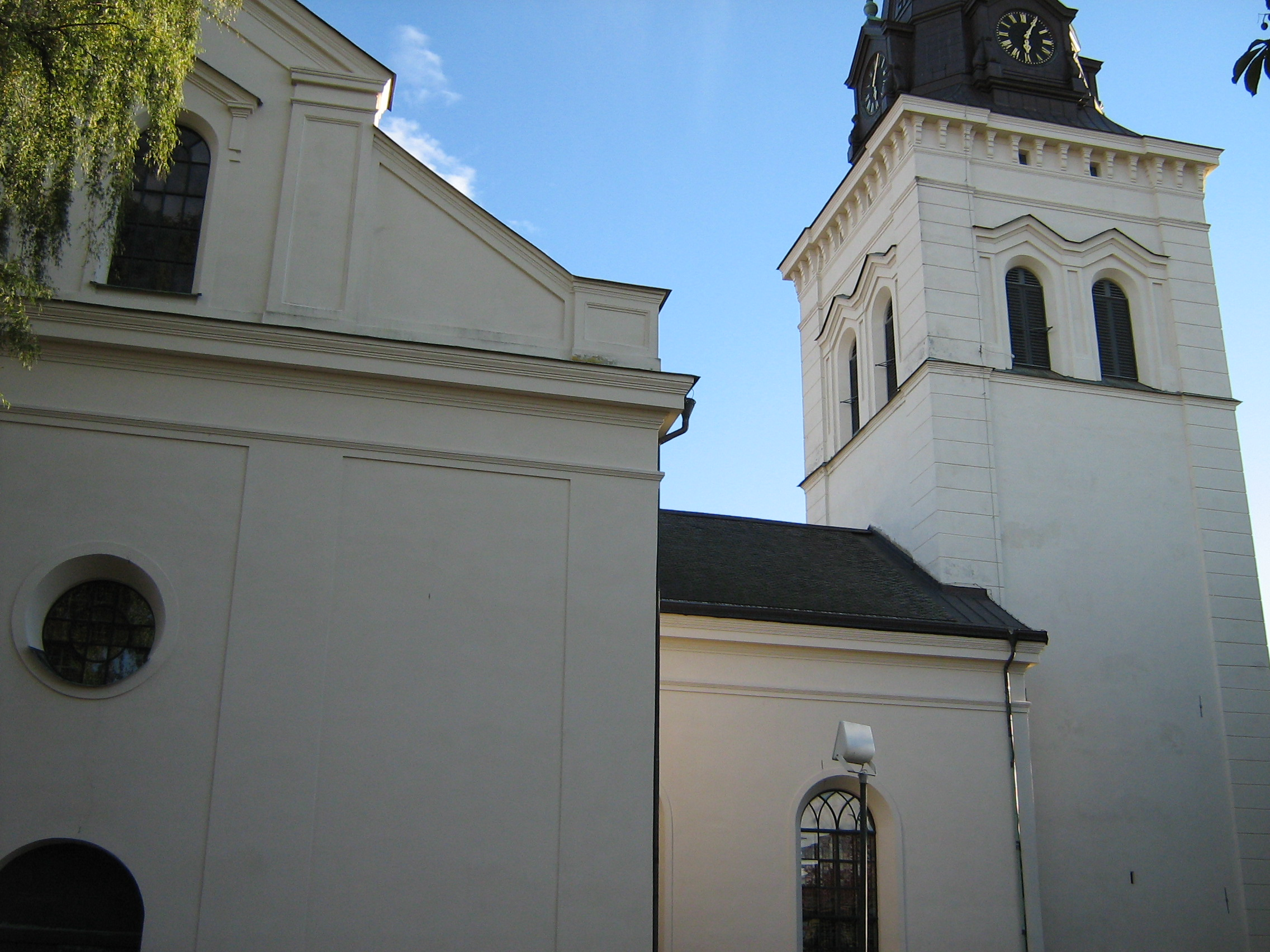
Domkyrkan sedd från norr.

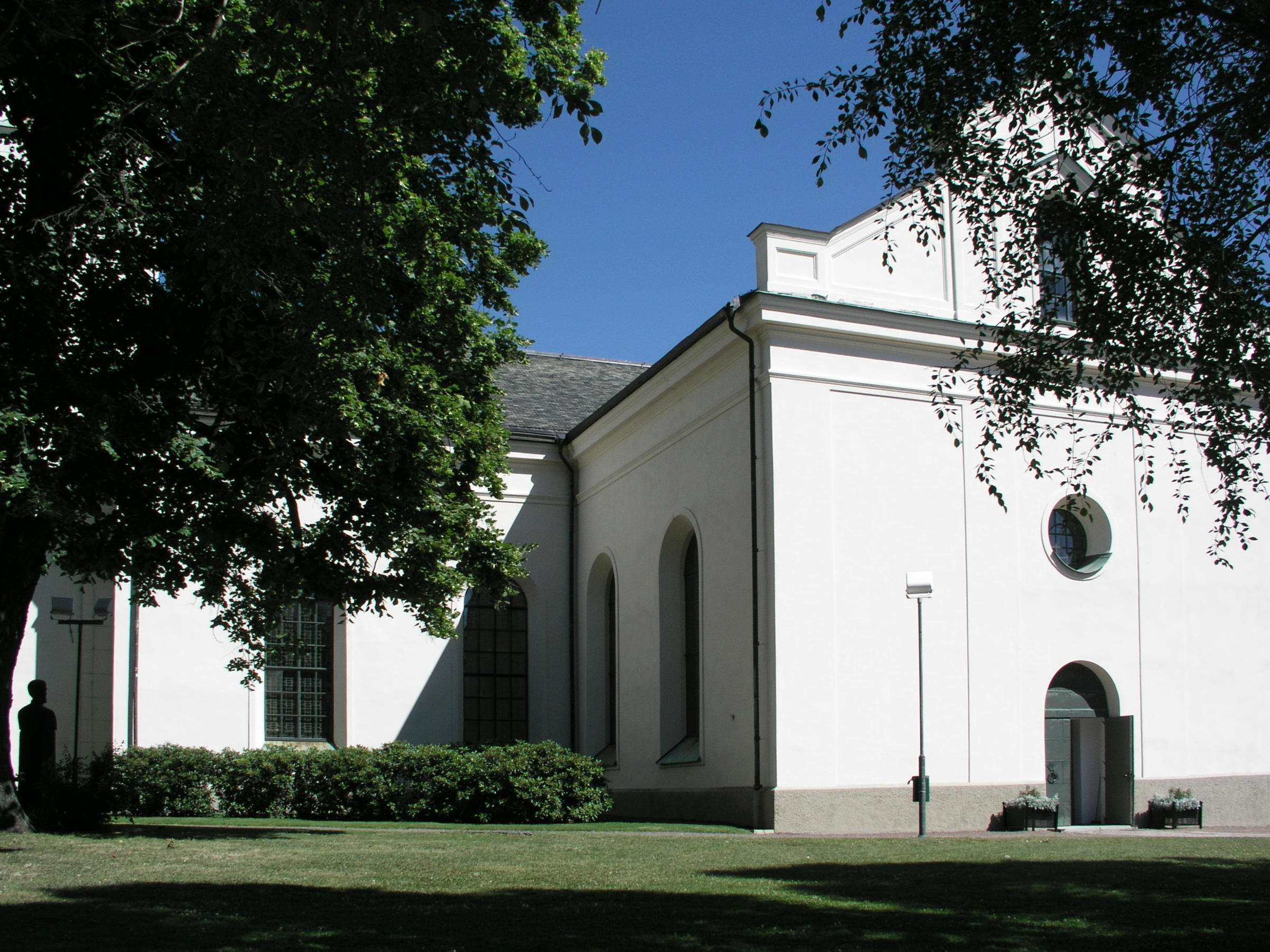
Domkyrkans södra korsarm.

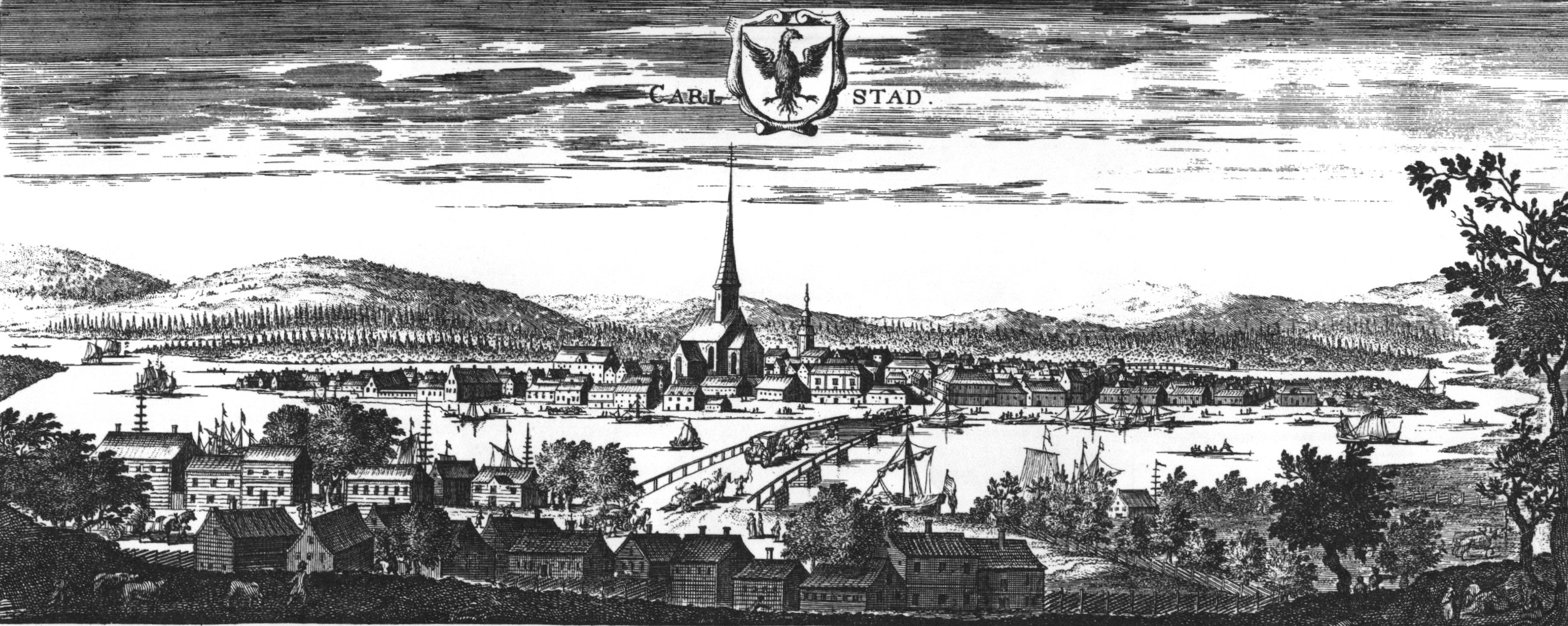
Karlstad på 1600-talet, med kyrkan vid älven.

### Den första kyrkan
På Tingvallaön har det med säkerhet funnits en kyrka sedan 1300-talet. Tingvallaön är en ö, som omflyts av älvarmarna i Klarälvens delta. Där har Karlstads föregångare Tingvalla och sedermera staden legat sedan medeltiden och där ligger också stadens centrala delar idag. Denna första kyrka låg där stadshotellet idag ligger, nere vid den västra älvgrenen vid Västra bron. Den kallades ursprungligen Tingvalla kyrka. Hur den såg ut är dock ovisst, då den brann ner tillsammans med så gott som hela staden år 1616.

### Den andra kyrkan
En ny kyrka byggdes dock upp på samma plats med en takryttare med hög spira. Den blev domkyrka 1647 då drottning Kristina gjorde Karlstad till stiftsstad och finns avbildad på ett kopparstick över Karlstad i Suecia Antiqua et Hodierna från 1600-talet.
Den andra kyrkan brann ner 1719. En del inventarier kunde dock räddas från branden. En ljuskrona från 1642 hänger i den nuvarande domkyrkans norra korsarm och en annan från 1703 hänger i norra delen av den västra korsarmen.
Det finns också kyrksilver bevarat från denna kyrka. En oblatask gjord av mästare J.F. Straub, som verkade i Karlstad 1674–1713 och en nattvardskalk och patén gjordes 1704, kalken dock något omgjord 1804 av hantverkaren W. Smedberg.
I det nuvarande tornets andra våning förvaras ett par änglar i trä som är bevarade från den första kyrkan och användes för någon form av utsmyckning. De har förlorat sin målning och trämaterialet syns helt och hållet på hela ytan.
Av textilier märks också från den gamla kyrkan en utställd korkåpa från 1705, vilken inte längre används. Den är broderad med guldblommor och skänkt av superintendent (motsvarar biskop) Jonas L. Arnell.

## Den nuvarande domkyrkans tidiga historia

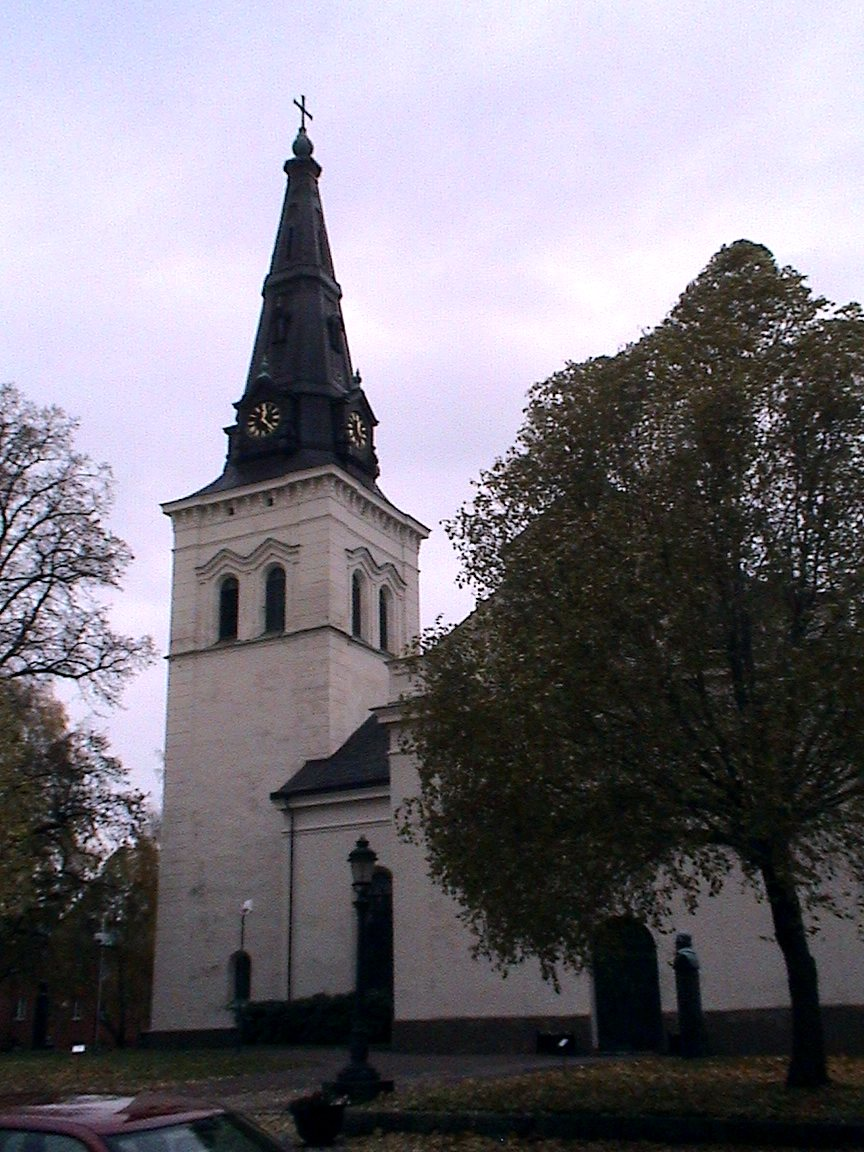
Karlstads domkyrka från söder.

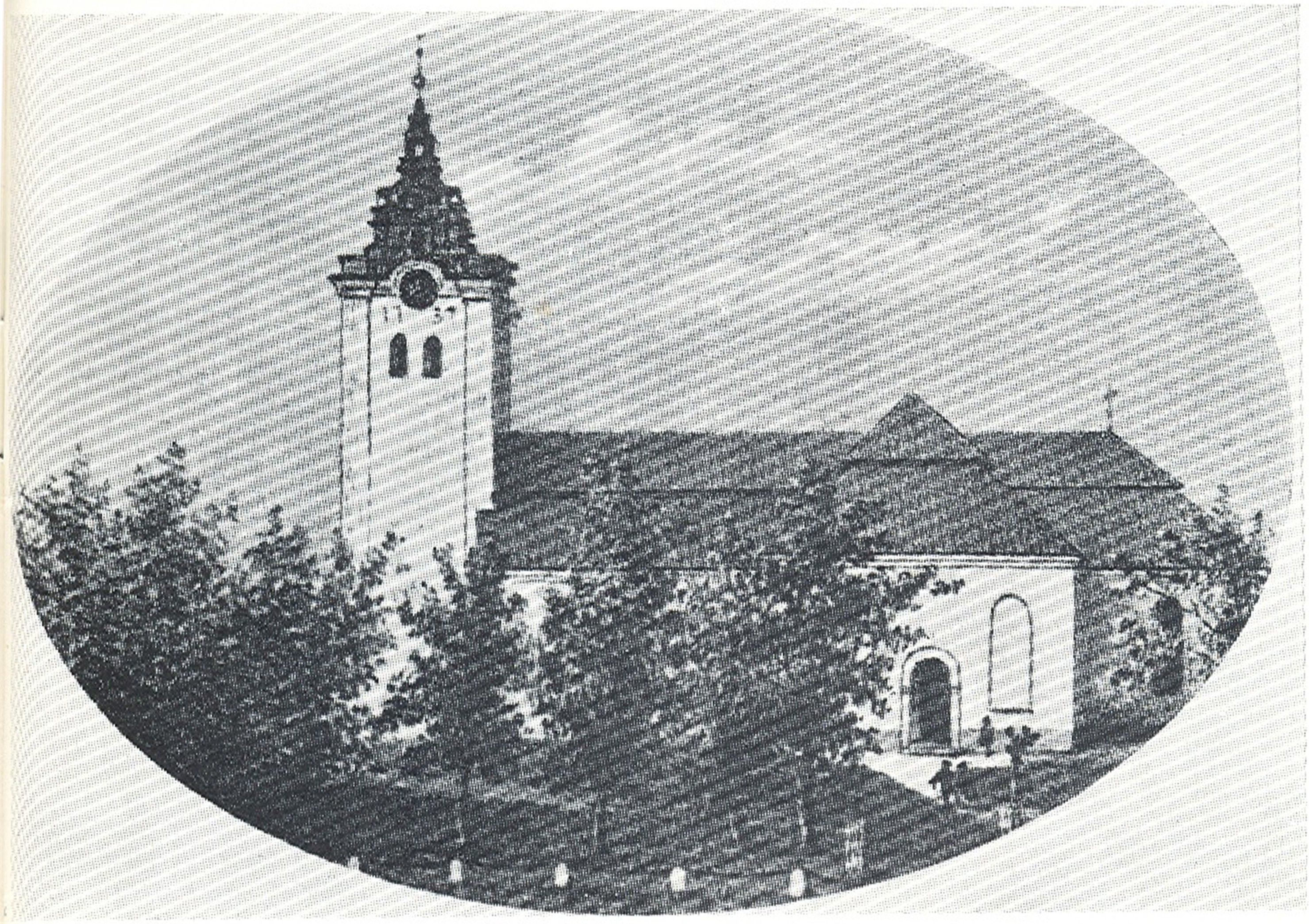
Karlstads domkyrka med det utseende tornet och korsarmarna hade före branden 1865 (med valmat tak över korsarmarna).
På denna bild syns också att årtalet 1737 i smitt järn (balkfästen) fanns på tornets sydfasad. Det fanns då på sammanlagt tre fasader och återstår idag endast på tornets västra fasad (se bild nedan)

### Placering
Efter att den andra kyrkan brunnit uppfördes en ny, tredje kyrka 1723–1730 på Lagberget på Tingvallaön, under superintendent Johannes Steuchius som sedermera blev ärkebiskop. Den invigdes den 13 juli 1730 (2 juli 1730 enligt Gamla stilen). Anledningen till att kyrkan uppfördes där var att man ansåg att det fanns risk för översvämning nere vid älven, liksom risk för inskärningar i älvbanken; att älven skulle ändra lopp och bryta igenom tidigare älvbankar. Dessutom ansågs kyrkan mindre utsatt för brandrisk uppe på höjden.  Placeringen på Lagberget kallades på den tiden också ”uppe på Herrgårdsbacken” efter kungsgården Carlsberg, som rivits omkring år 1660 (en gata i Karlstad, som går förbi kyrkan, kallas dessutom Herrgårdsgatan).

### Byggnadsstil
Kyrkan är byggd i en stram barockstil en avskalad stil utan stora utsmyckningar. Ursprungligen var stilen stramare i exteriören än idag, som sedan 1865 också har nyklassicistiska drag. Fönster och muröppningar är rundbågiga.
Kyrkan hade från början heller inget torn i väster utan var utformad som en strängt regelbunden centralkyrka i form av ett grekiskt kors, med en klockstapel bredvid. Kyrkorummet bevarar än idag denna regelbundenhet med två höga rundbågiga fönster på vardera sidan i varje korsarm. Över korsmitten fanns ett 20 alnar (cirka 10 meter) högt trätorn, som man inte vet idag hur det såg ut. Det revs ner 1792. Taket var valmat vid varje korsarms slut.

### Byggmästare Haller
Kyrkan uppfördes av en murmästare och senare även byggmästare från dåvarande kurfurstendömet Sachsen, Christian Haller, inflyttad 1720 till Karlstad. Senare ledde han också arbetet med att uppföra snarlika stenkyrkor med kraftiga tjocka murar, till exempel Nedre Ulleruds kyrka, utanför Deje, tre mil norr om Karlstad. Denna kyrka är också byggd i korsform, dock inte som ett grekiskt kors utan med till exempel ett längre långhus.

### Byggnadsmaterial
Inne i domkyrkans torn är murarna oputsade från tredje våningen och uppåt och där kan murarnas byggnadsmaterial alltså beskådas. Byggnadsmaterialet är murad gråsten (natursten) i olika storlekar. Den översta våningen (klockvåningen) under tornhuven är dock murad i tegel (ombyggt efter 1865, se nedan), vilket även detaljerade och mönstrade friser runt kyrkan och tornets hörnkedjor (mönstrade hörn) med mera bör vara. I tornet syns också att vissa fönster och muröppningar senare har blivit igenmurade. Byggnadsmaterial och igenmurning kan ses vid ett besök i tornet, vilket ibland finns på kyrkans program.

### Stilförebilder
Ritningarna till domkyrkan har inte återfunnits, men bevarade dokument visar att Christian Haller förde underhandlingar med murmästaråldermannen Jonas Fristedt från Stockholm, som tydligen gett ett kostnadsförslag och troligen ritningar till den nya byggnaden. Fristedt har antagligen också ritat Kungsholms kyrka i Stockholm, som den ursprungliga Karlstads domkyrka hade stora likheter med (utformningen som ett grekiskt kors och det valmade taket).
Kungsholms kyrka i sin tur är en förenklad och modifierad kopia av Katarina kyrka i Stockholm. Denna kyrka är tillsammans med Hedvig Eleonora kyrka i samma stad huvudmonumenten för en grupp centralkyrkor ritade av Jean de la Vallée, i en holländsk-reformert stil på modet i 1600-talets Sverige.

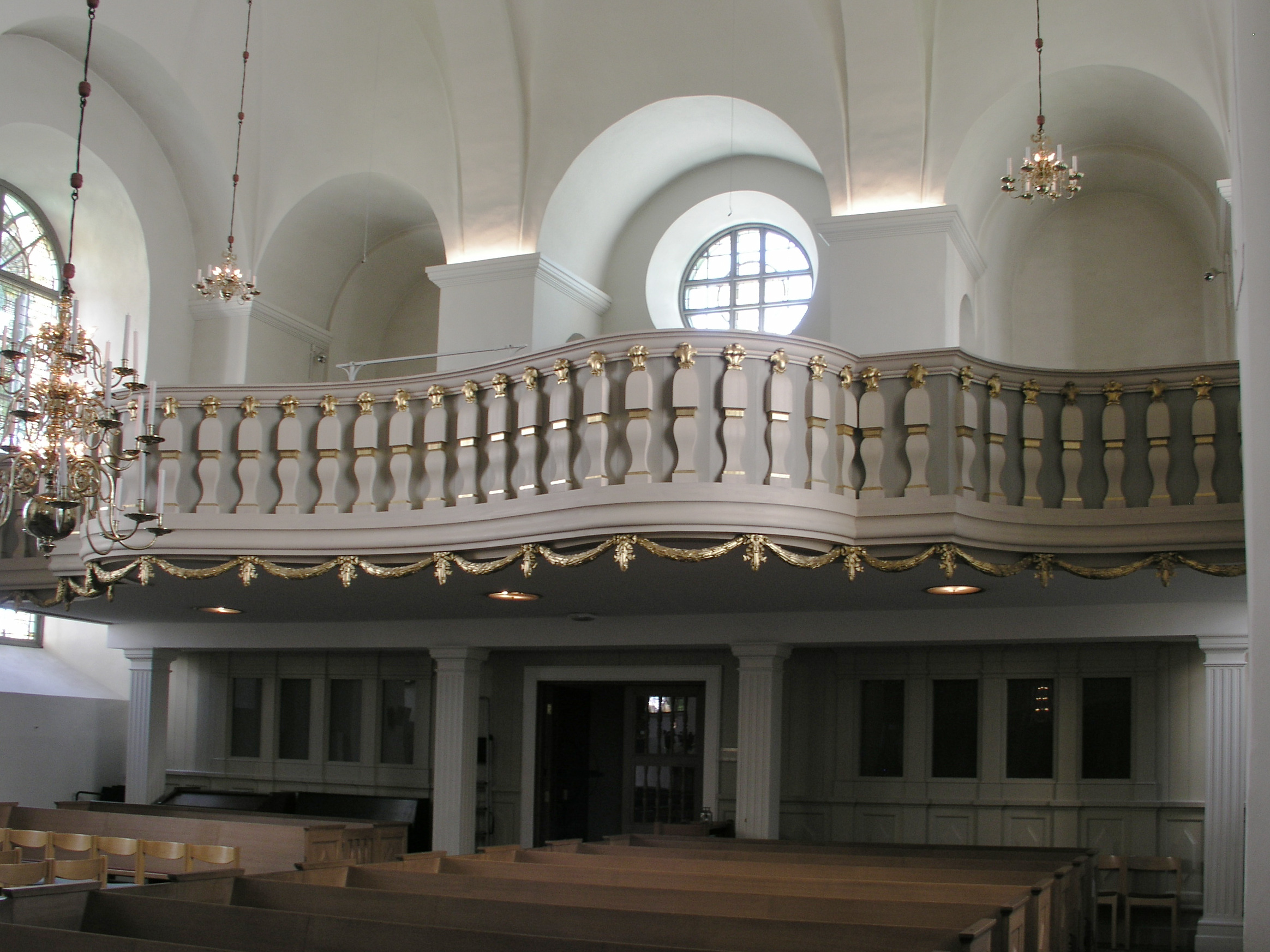
En av läktarna i tvärskeppet.

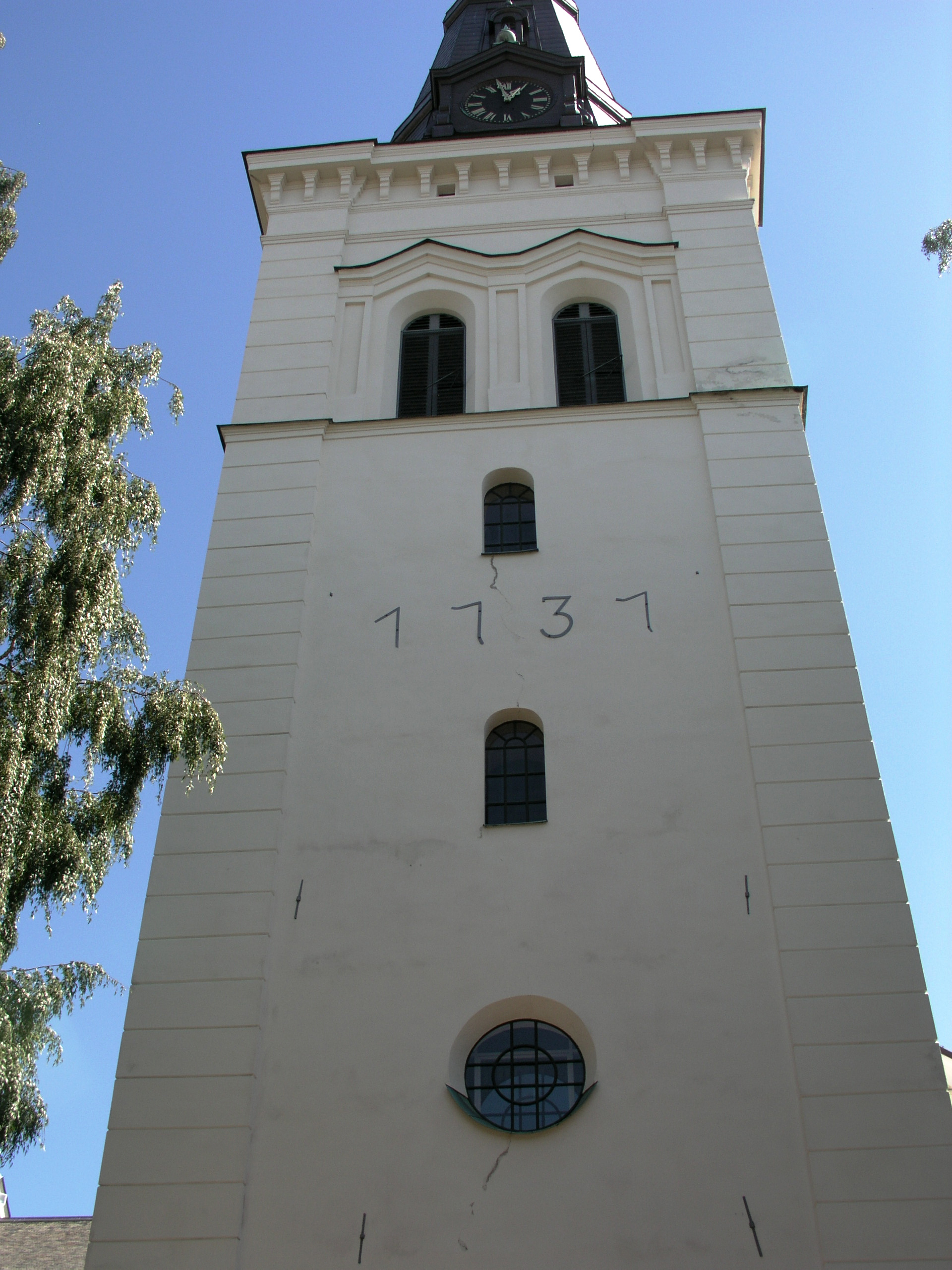
Tornet från väster. Året 1737, i smitt järn, syns på tornets fasad.

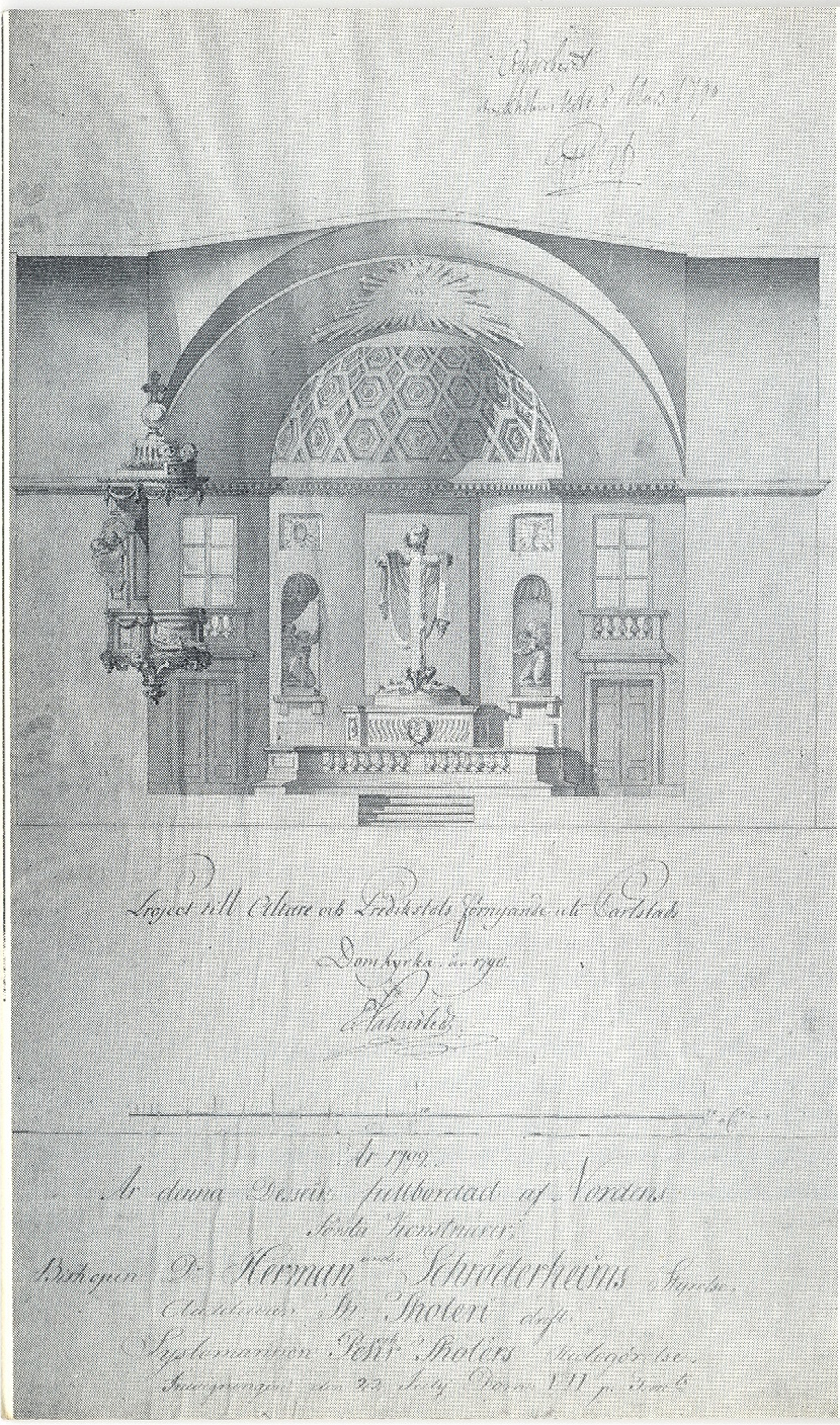
Erik Palmstedts ritning över ett nytt kor i Karlstads domkyrka år 1790. Koret ser idag i stort sett ut som enligt ritningen. Överst på dokumentet syns Gustav III:s underskrift

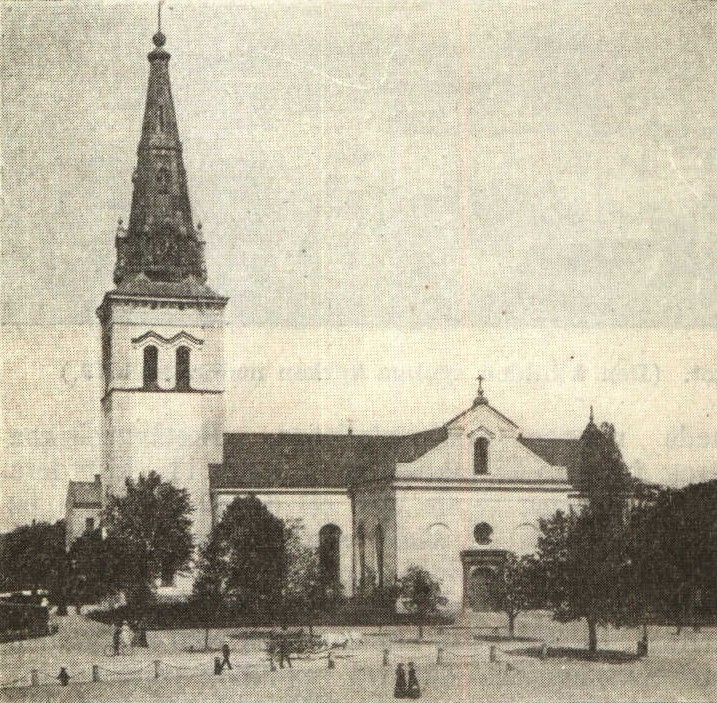
Tornets och gavlarnas nya utseende efter branden 1865. Lägg märke till de efter branden låga träden, vilka är lägre än i tidigare avbildningar av domkyrkan (bland annat bilden här ovan).

Kungsholms, eller Ulrica Eleonora, kyrka ritades av arktitekten Mathias Spieler, svärson till Jean de la Vallée. Kyrkan började uppföras 1672 och invigdes 1688.

### Sakristia och läktare
Den östra korsarmen var från början delad i en sakristia i den yttre delen, med två rum, samt ett kor in mot kyrkorummet. De båda delarna avskildes från varandra med en cirka tre meter hög mur. Över sakristian fanns en läktare och en läktare sattes också upp i väster. I interiören var alltså den östra korsarmen avkortad till hälften och hade endast ett fönsterpar. På 1750- och 1760-talen byggdes läktare också till i de södra och norra korsarmarna.

### Tornet
Åren 1735–1737 tillkom dock ett kraftigt torn till i väster, vilket alltså bröt den ursprungliga planen för kyrkan som ett grekiskt kors. Kyrkklockorna flyttades vid färdigställandet av tornet dit från klockstapeln, som revs. På så vis frångicks redan då den ursprungliga planen över kyrkan som ett grekiskt kors.
På tornets västfasad finns årtalet 1737 i smitt järn, i något som liknar balkfästen. Det fanns före branden 1865 även på tornets norra och södra sidor, men strax nedanför tornhuven till skillnad från västfasaden.
Tornet hade till en början ett brädtak med en kula högst upp. Detta tak och tornets inredning i trä brann upp vid en brand 1752. Tornet började därefter återställas 1757 och tornets huv fick en låg barockhuv med urtavlor till hälften instuckna underifrån och däröver en mindre kupol, som avslutades med en liten lanternin med spira högst upp. Det utseendet förändrades något 1794.
I muren under urtavlan fanns två ljudgluggar (för klockringningen) utan friser och bårder som det nyklassicistiska tornet har idag. Tornets kanter pryddes inte heller av de kraftiga hörnfriser som idag finns längs tornmurarna.
På det hela taget kan man säga att tornet hade enklare utsmyckningar i murarna och en lägre huv med en annan utformning. Tornets övre delar liksom hela tornets hörn skiljer sig idag väsentligt från det tidigare utseendet.

### Korets inredning. Restaureringen 1791–1792
På Gustav III:s uppdrag 1790 ritade arkitekten Erik Palmstedt en ny korinredning med ett nytt altare och dessutom en ny predikstol, biskopsbänk (en särskild kyrkbänk) och en ny biskopsstol, den sistnämnda finansierades av biskop Herman Schröderheim. Dessa arbeten slutfördes 1793 och innebar att den bakersta delen av östra korsarmen nu helt avskildes från kyrkorummet. Det skedde genom att en ny mur uppfördes hela vägen upp till taket mellan koret och en större (högre) sakristia därbakom. Två fönster byggdes istället för att personer läktaren bakom över sakristian skulle kunna få insyn i kyrkorummet. I den nya mellanmuren mellan sakristian och koret byggdes en halvrund fördjupning, en ny rund absid, och där placerades det nya altaret. Det innehåller ett kors och två änglar och ett altarbord i sten. Änglarna utfördes av skulptören Johan Tobias Sergel.

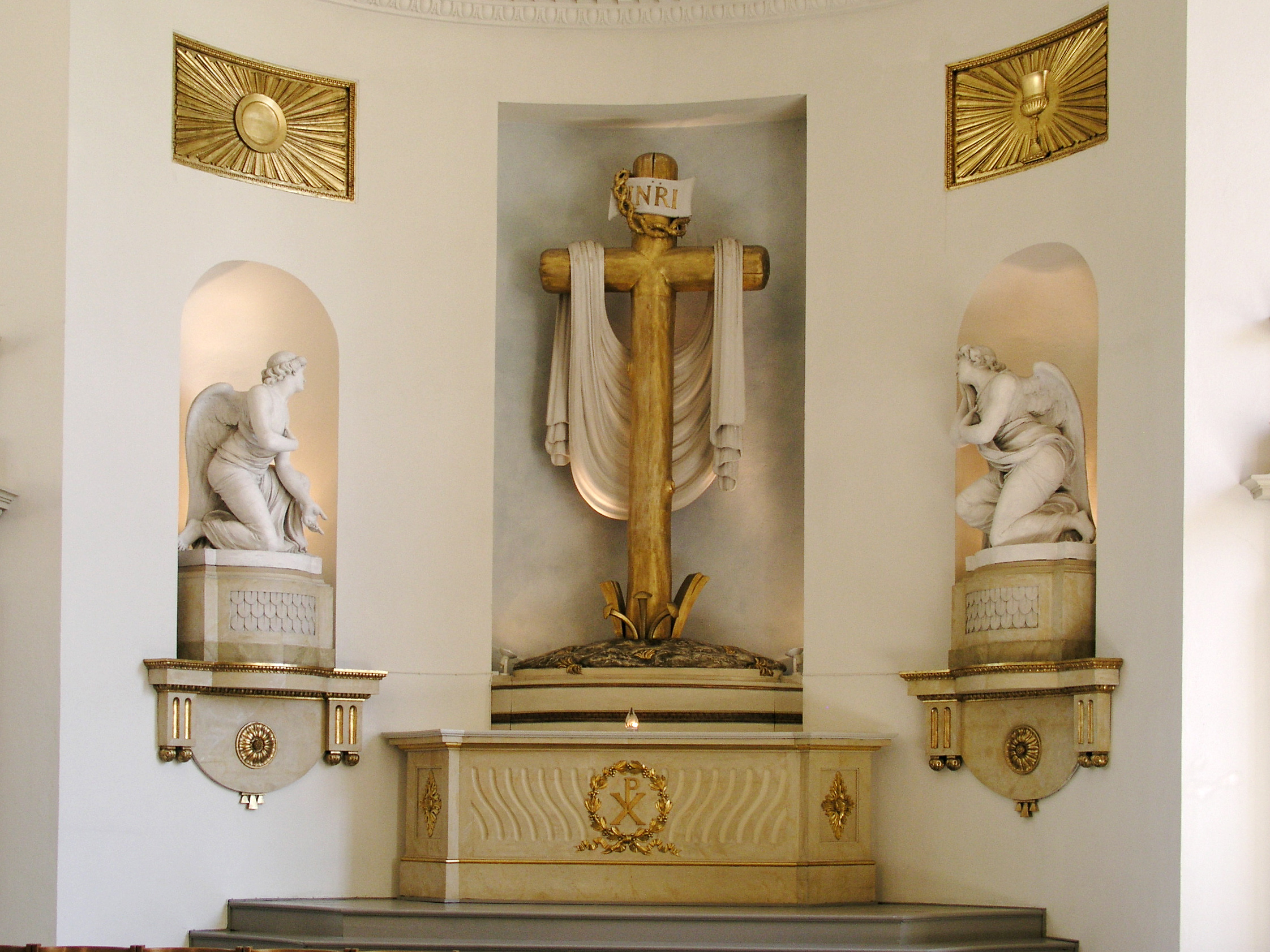
Gamla altaret med änglar av Johan Tobias Sergel.
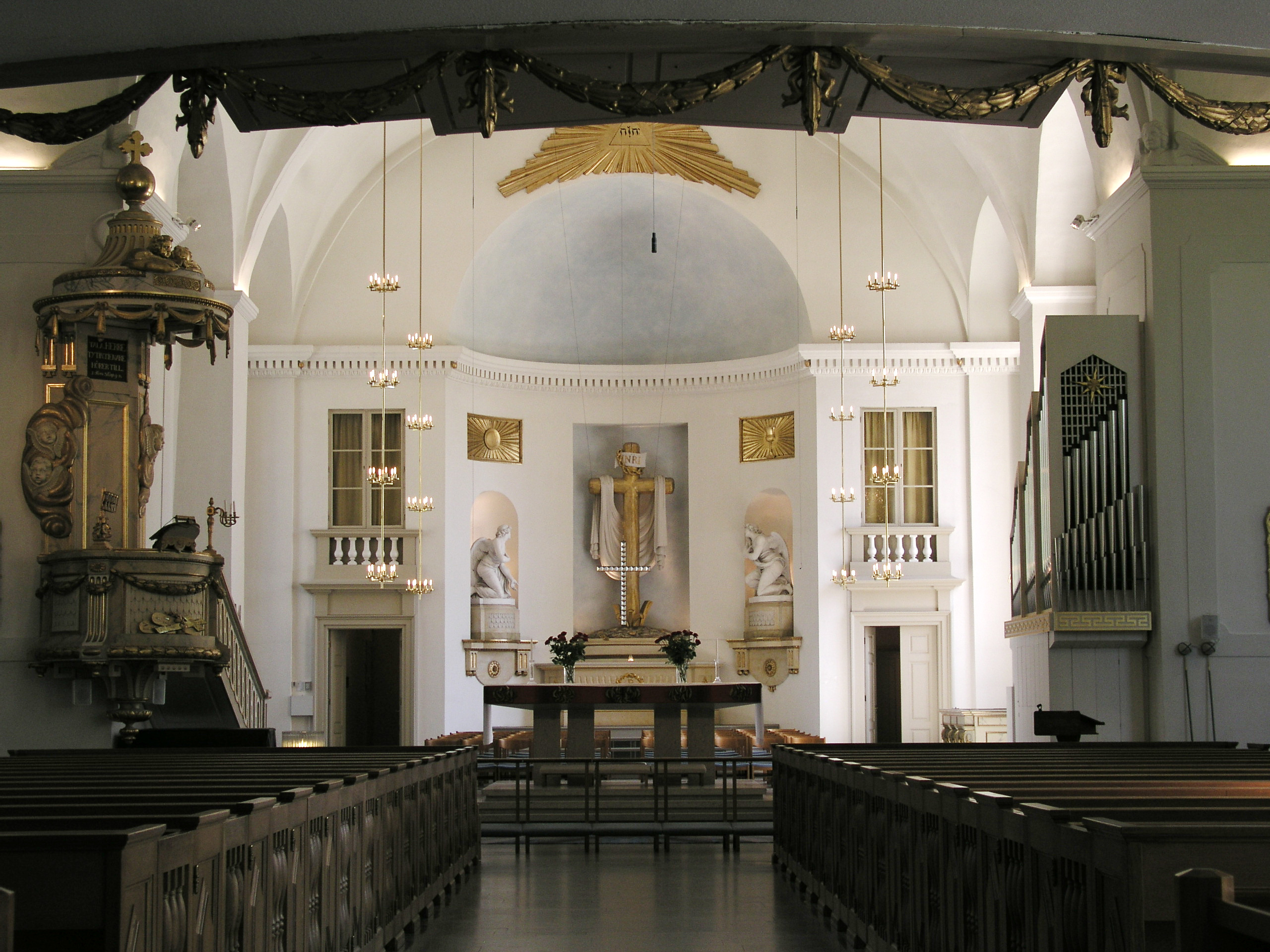
Koret idag sett från västra ingången med det nya altaret från 1967 (se nedan) framför det gamla.
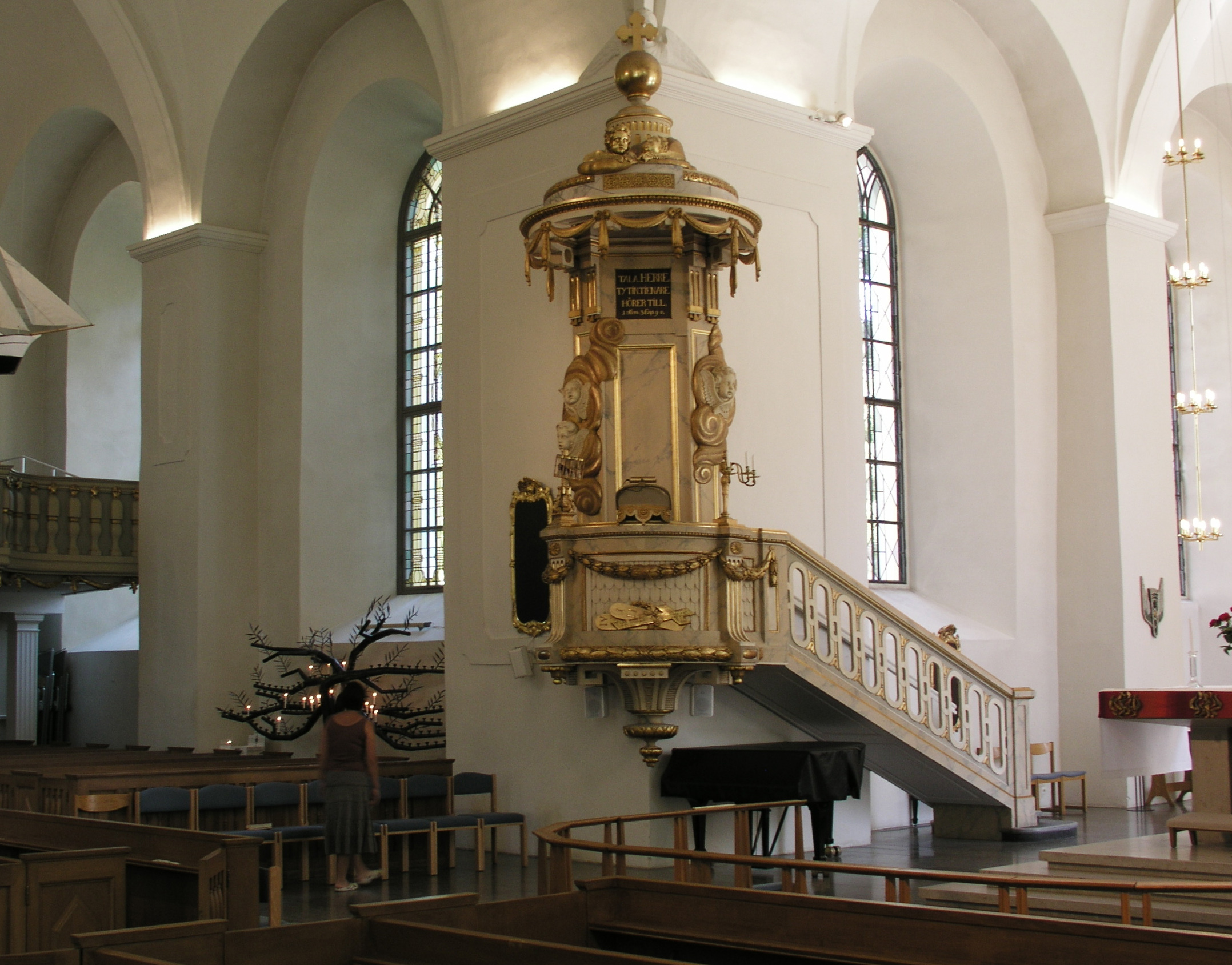
Predikstolen ritad 1790 och uppförd 1791–1793 intill en trädformad ljusglob från 1998.

### Branden 1865
Karlstads domkyrkas tak och torn förstördes vid den stora stadsbranden 2 juli 1865, då nästan hela Karlstad lades i aska.
Vid branden förstördes tornets huv och hela dess innandöme. Klockorna smälte eller föll ner på valvet över vapenhuset, som dock höll, även om det blev ett stort hål i det. Övriga valv höll helt och hållet, men kyrkorummet rökskadades. Inredningen, till och med den känsliga orgeln klarade dock branden trots hettan. Valvens säkerhet undersöktes efter branden av en arkitekt. Likaså provades orgeln med en timmes kraftigt spel. Den invändiga restaureringen skedde sedan inte förrän vid slutet av 1870-talet, då målningen hade åldrats och flagnat och inventarierna behövde underhållas. Samtidigt installerades nya värmeugnar som värmesystem. Kyrkan hade tidigare saknat uppvärmning.
Efter branden fick tornet sitt nuvarande nyklassicistiska utseende efter ritningar av arkitekten i Överintendentsämbetet Albert Törnqvist, tornet fick även en ny hög spira med infällda urtavlor samt nya klockor.
Samtidigt slopades det tidigare valmade taket. Varje korsarm (också det som syns bakom västornet) fick nya gavlar i stil med tornets nya utformning, med stora rundbågiga vindsfönster överst i varje korsarm utom i den västra där tornet står. Norra och södra korsarmen fick dessutom nya runda fönster som liknar rosettfönster, vilka ger ljus åt tvärskeppets södra och norra valv och läktare.
I slutet av 1890-talet fick kyrkan också nya målade korfönster.

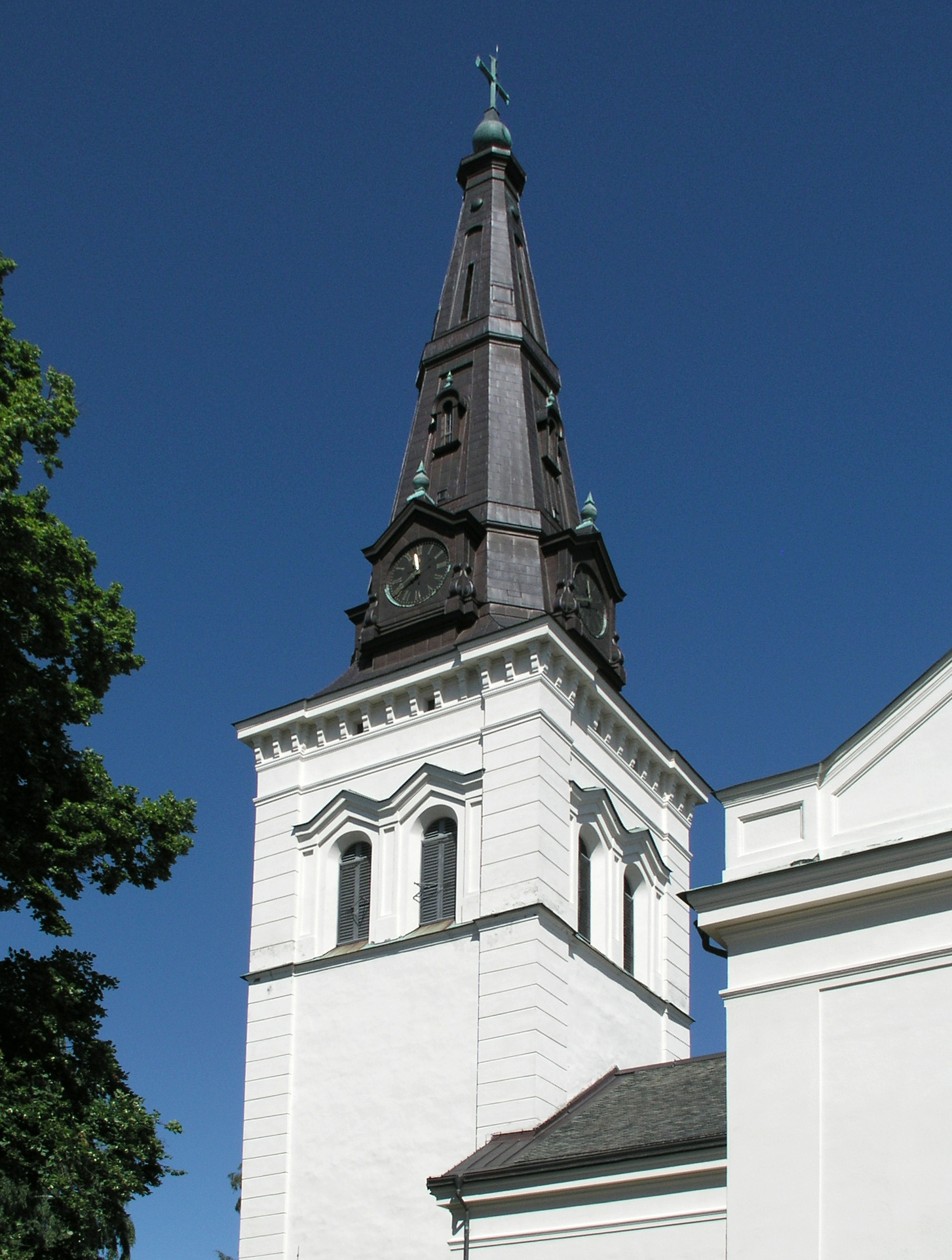
Det efter 1865 förändrade tornet från sydost.
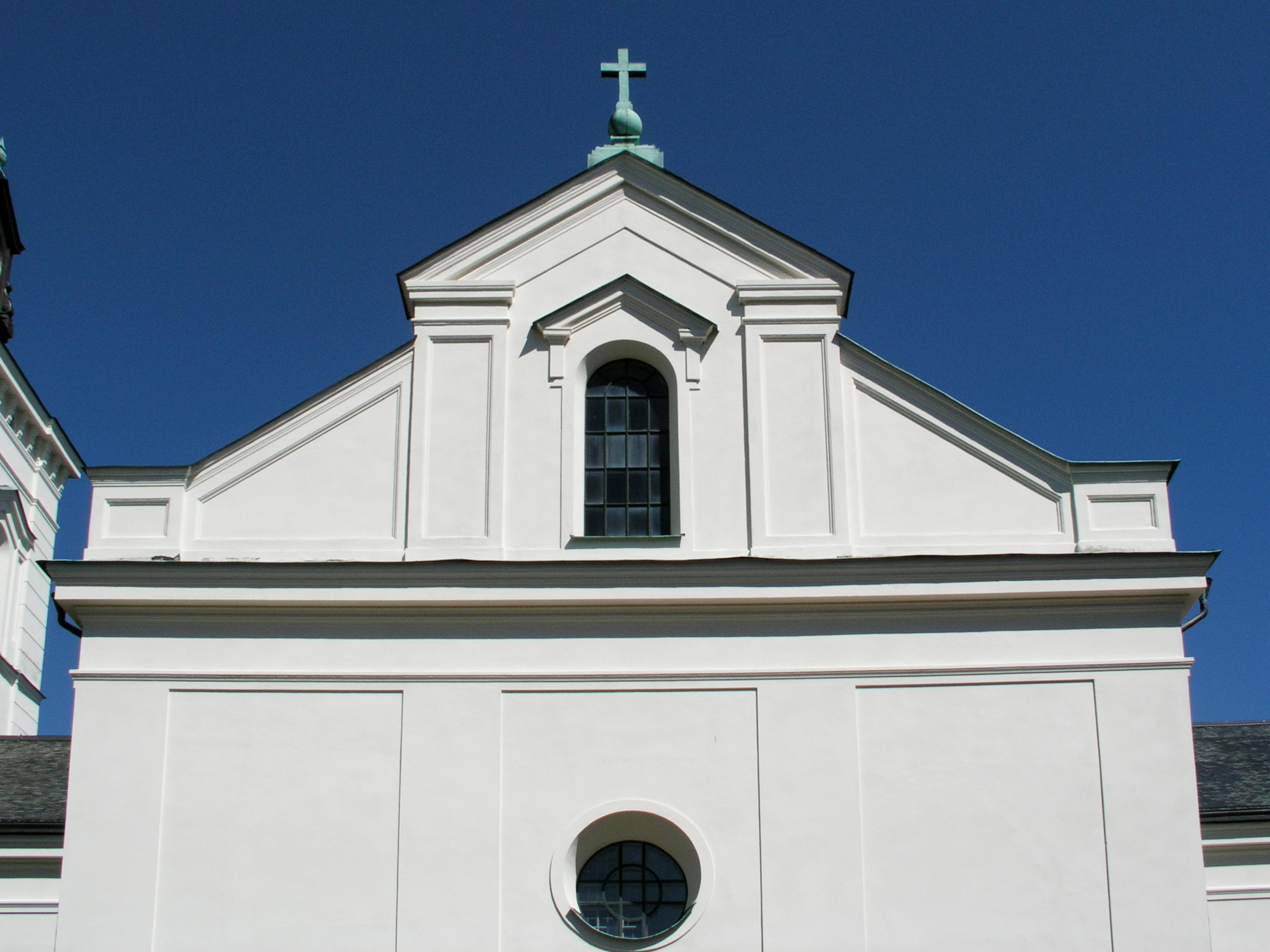
En bild på en av gavlarna som fick detta utseende efter branden 1865.
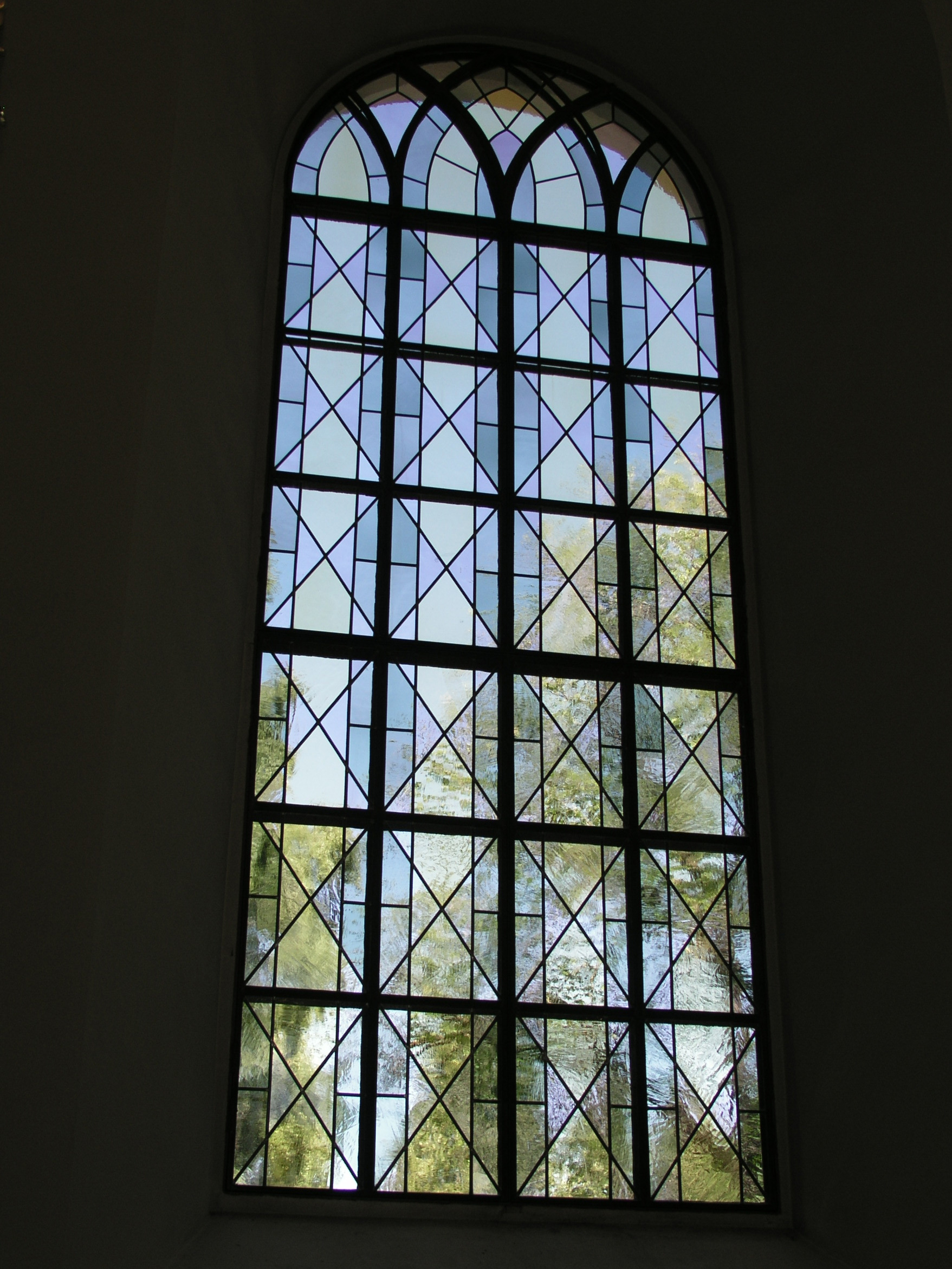
Ett av de målade korfönstren från 1890-talet.

## Kyrkans senare historia

### Restaureringen 1915
1915–1916 restaurerades kyrkan och då utsträcktes bland annat korväggens tandade list under valven runt hela kyrkan, så att kyrkan såg ut att vara yngre än den var (som om den vore från 1790-talet). Samtidigt målades väggarna om i en mörkare gråviolett marmorering nödvändiggjord som åtgärd på grund av i väggarnas kalkavfärgning i vitt framträdande fuktfläckar. Koret fick en grön mörkare färg som påminde om kolmårdsmarmor. Kyrkan fick också en ny bänkinredning, som ersatte den tidigare mycket enkla bänkinredningen. Alla fönster utom korfönstren fick dessutom ornamenterat och inskriptionsförsett antikglas. Bänkinredningen och fönstren är idag fortfarande desamma.

### Ny sakristia 1956
1956–1957 byggdes en ny stor sakristia i två våningar till i öster, vilket hade planerats sedan restaureringen 1915, men skrinlagts efter motsättningar med kyrkorådet. Den ursprungliga centralkyrkotanken med en grekisk korsform har därför alltså övergetts ännu en gång, genom att den öst-västliga axeln har blivit längre än den nord-sydliga. Längden på korsarmarna efter denna tillbyggnad nu är dock mer symmetrisk än förut. Det var också avsikten, då man ansåg att kyrkan hade blivit asymmetrisk i och med att kyrkan slutade abrupt i öster, men inte på samma sätt i väster, sedan tornet tillkom.

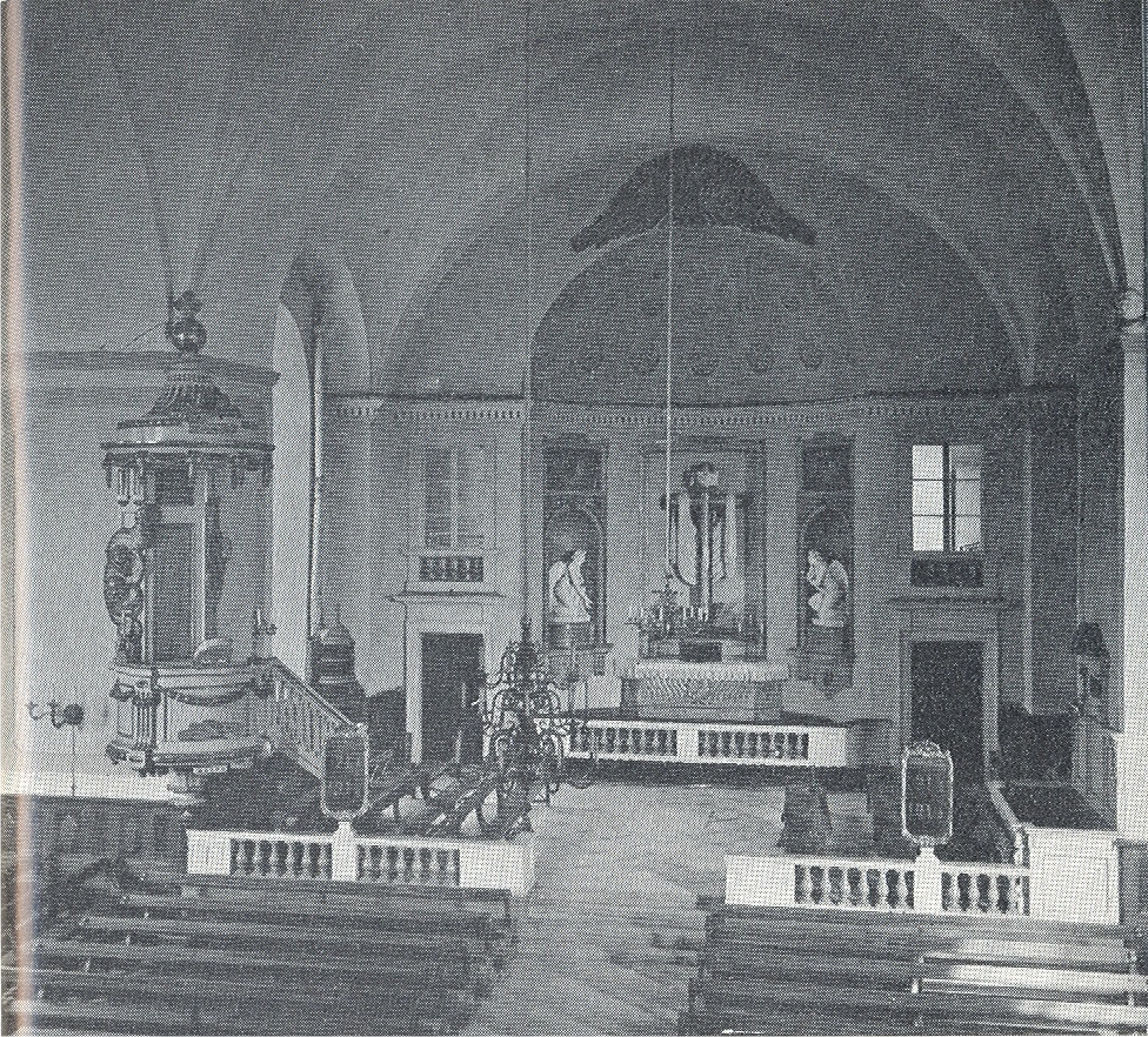
Domkyrkans interiör före restaureringen 1915 (fotot är taget omkring år 1880).
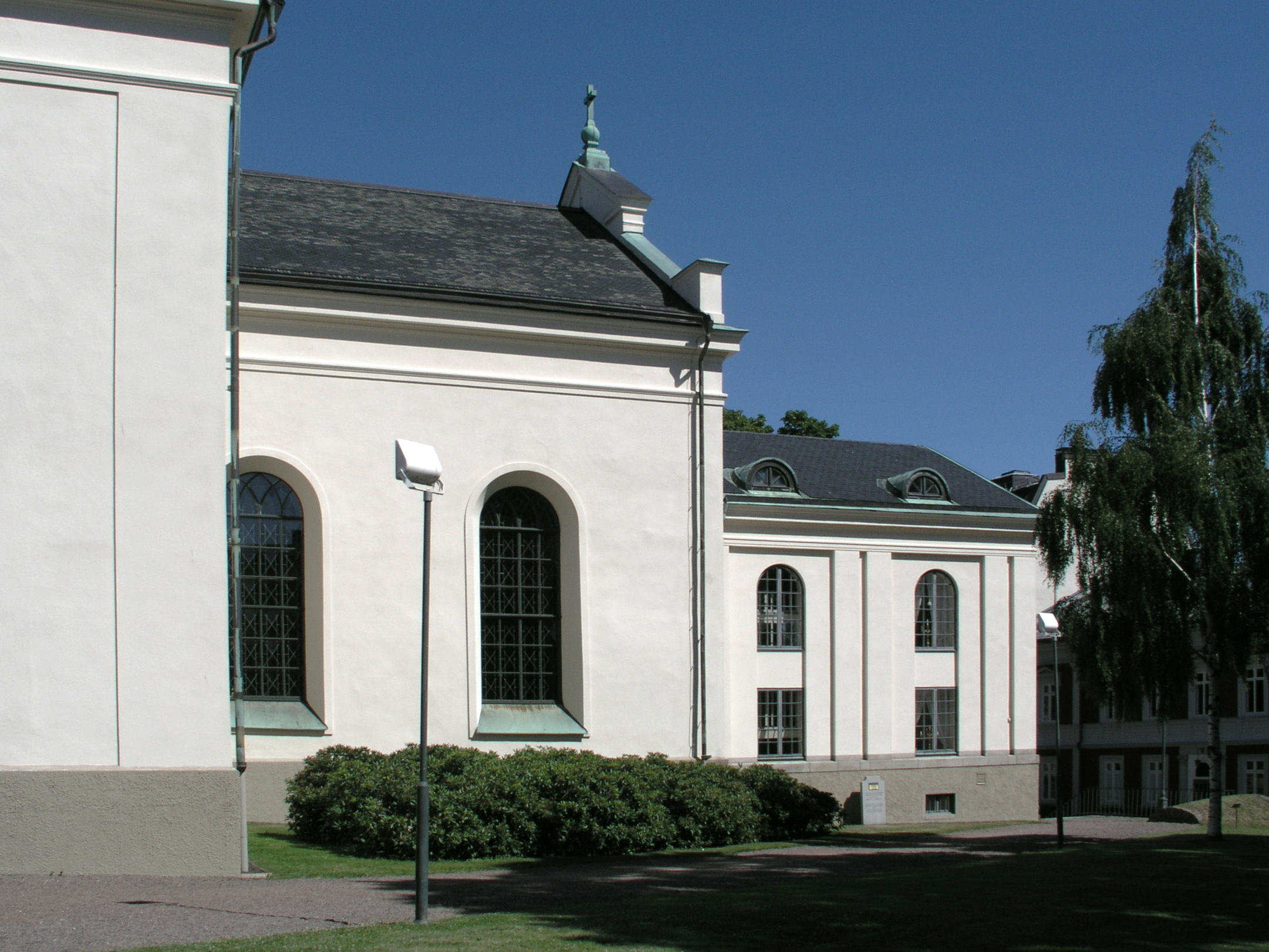
Domkyrkans södra och östra korsarmar. Sakristian från 1956 syns till höger.
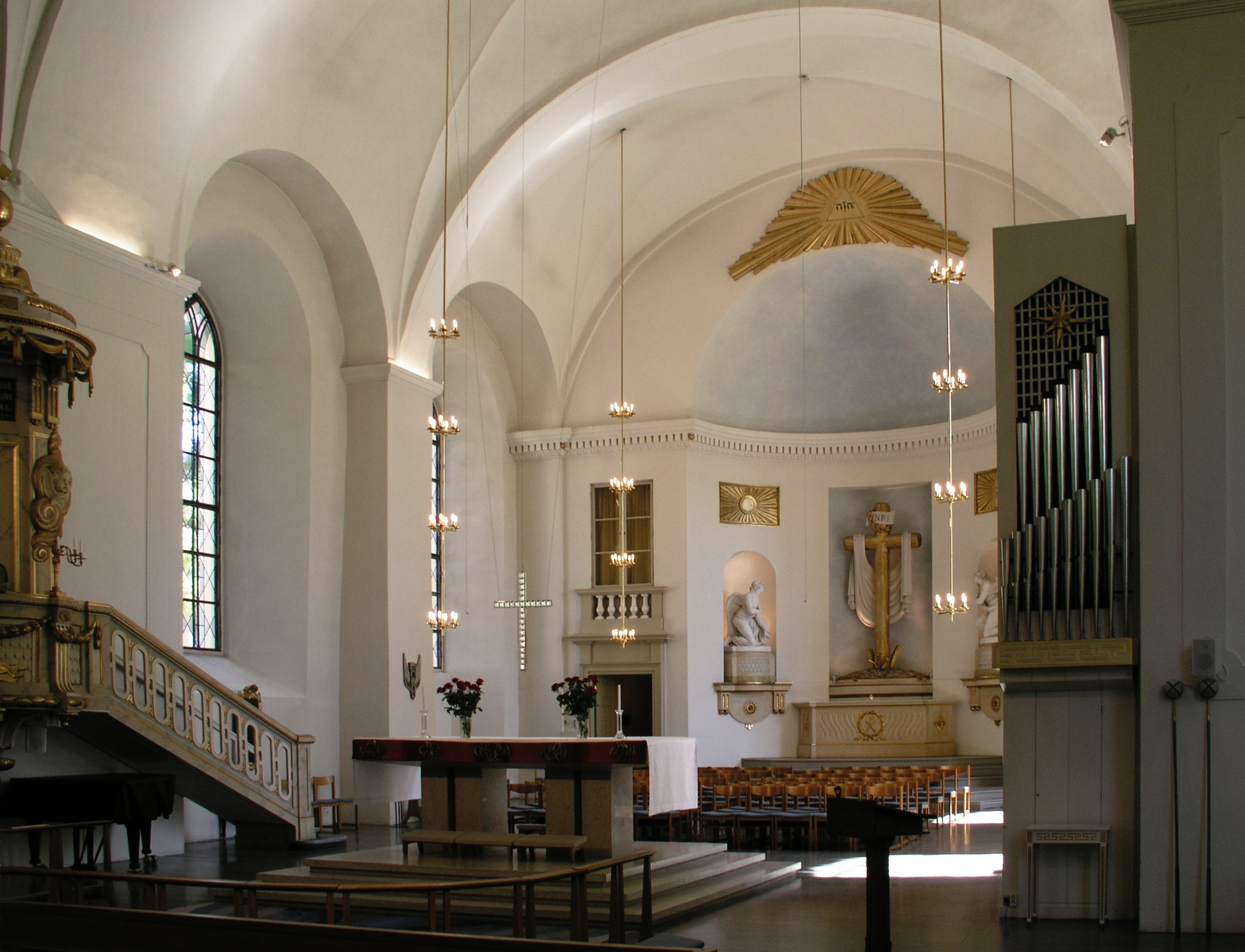
Koret sett från norra korsarmen som sedan restaureringen 1965–1967 är framflyttat (jämför med bilden till vänster där bara ett fönsterpar finns framför altaret).
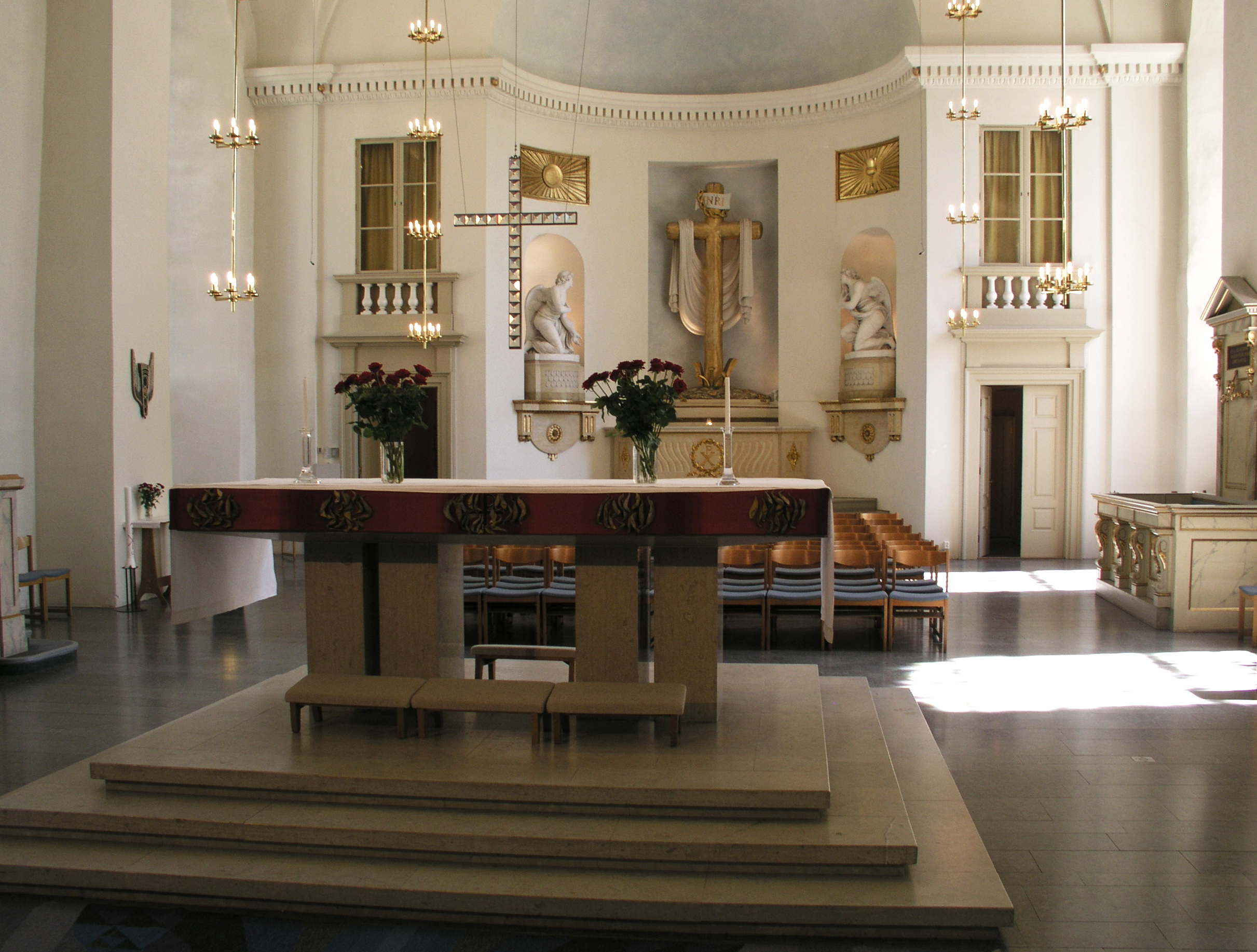
Det nya altaret, med briljantkorset ovanför och med det gamla altaret bakom.
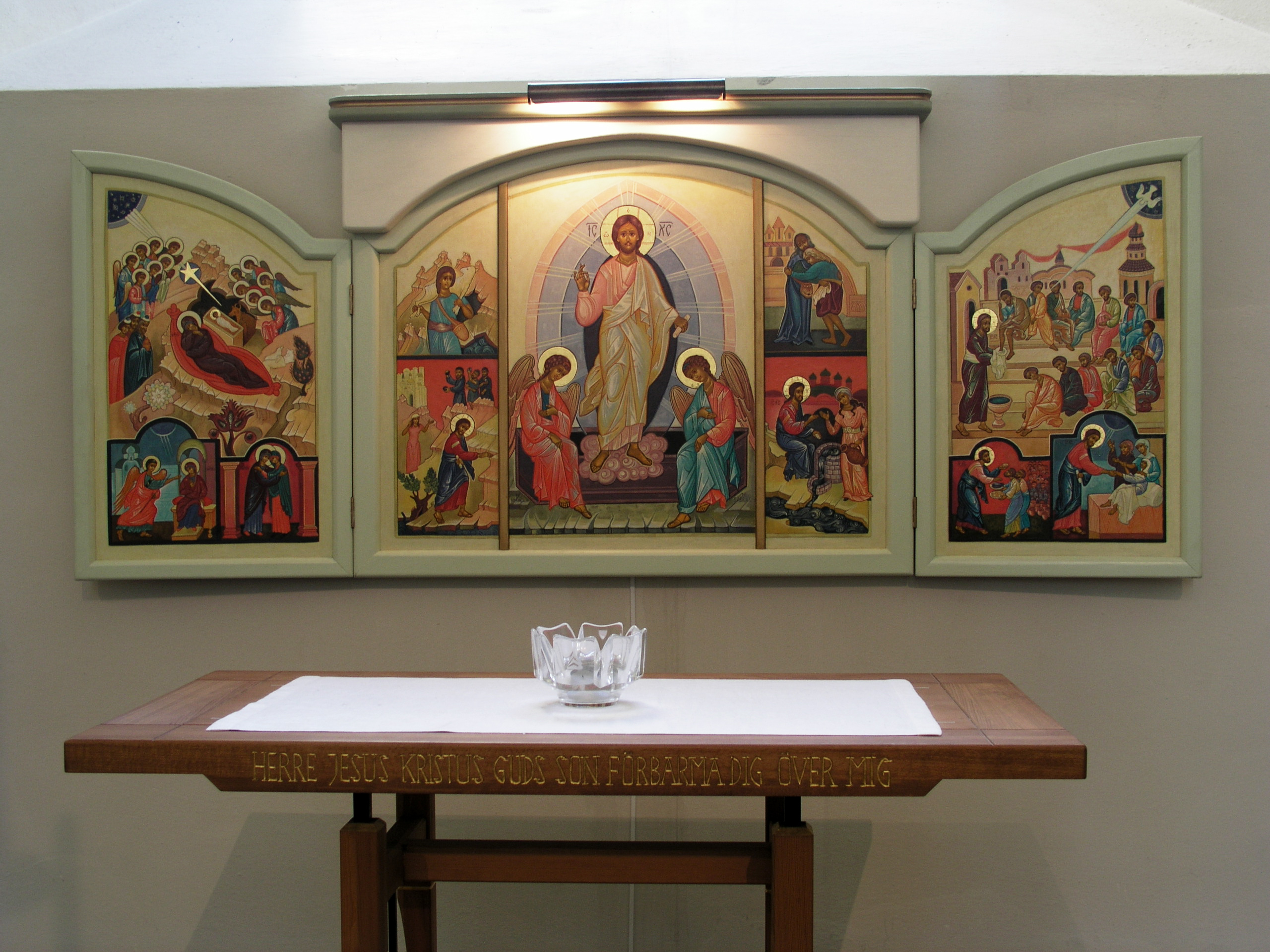
Ett nytt sidoaltare i kyrkan har denna triptyk (en tredelad altartavla). Detta altare tillkom under den senaste renoveringen 1998.

### Restaureringen 1965
Åren 1965–1967 restaurerades kyrkan invändigt. Den gamla korväggen flyttades längst ut i öster i korsarmen, eftersom den nya sakristian hade byggts till. Det ansågs mer och bättre likna andra centralkyrkor och den ursprungliga centralkyrka som Karlstads domkyrka var. I och med restaureringen försvann dock det ursprungliga mönstret i absidvalvet i form av sexhörningar och romber från 1793. Den tandade frisen från 1915 togs också bort utom i korväggen, där den var ursprunglig. – Kyrkan målades också om i den ursprungliga gulvita färgen från 1700-talet, som bland annat Palmstedts kor ursprungligen hade varit målad i.
Vid restaureringen fick kyrkan också ett nytt stengolv. Östra korsarmens golv sänktes dessutom till samma nivå som den övriga kyrkans eftersom en avskild korsarm i öster, med en annan golvnivå annars skulle bli för lång. Samtidigt togs det låga staketet i sten som avskilde kor från övriga kyrkan bort. – Ett nytt centralaltare i gotländsk kalksten i modernistisk stil sattes istället in under övergången från mittvalv till det första valvet i östra korsarmen.
Altarbordet består av en kraftig stenplatta vilande på två pelare med raka och enkla former. Över det nya altarbordet hänger ett modernistiskt krucifix i slipat glas i form av ett latinskt kors med raka linjer uppbyggd av glaskvadrater. 
Mittvalvet fick små nya lampor i symmetriskt placerade hål som använts för ventilation. En ny kororgel ställdes också in vid korsarmens norra sida, eftersom den nu bättre fick plats. Biskopsbänken, som tidigare stått där, flyttades längre in i korsarmen bakom den nya orgeln. – Ett par trearmade väggljusstakar (vägglampetter) och en tavla flyttades också.
Den nuvarande dopfunten tillkom också i samband med restaureringen 1967–1968 och ersatte då en äldre dopfunt i mässing från 1915. Ett äldre dopställ finns också. Den nya dopfunten är också modernistisk, ritad av restaureringens förste arkitekt Kurt von Schmalensee. Den har en cuppa i slipat glas (som kan belysas inifrån) och en rund bas i svart granit. Den placerades enligt planen för restaureringen bakom predikstolen i den förändrade östra korsarmen.

### Renoveringen 1998
Domkyrkan renoverades senast 1998 och bland annat fick tornet då nya bronsplattor. Målningen förbättrades också och en ny ljusglob i form av ett träd och ett nytt glasskåp där äldre inventarier visas upp, bland annat i form av en Karl XII-bibel och ett brev från drottning Kristina om att Karlstad skulle bli stiftsstad istället för Mariestad, varigenom Karlstads stift upprättades. Bibeln skänktes till staden och den gamla domkyrkan 1705.

## Interiörens intryck
Kyrkan ger fortfarande ett ljust och lätt intryck, vilket speglar upplysningstidens syn på kyrkan som uttryck för förnuft, moral och evighetshopp. Dessa drag och änglarna av J T Sergel i dagens domkyrka markerar upplysningstidens teologi och fromhet.
Kyrkan har på grund av bränder som nämnts också ett ganska modernt utseende invändigt utan frälsevapen och liknande runt väggarna. Inte heller på golvet finns några äldre heraldiska inslag. De korgravar som fanns inne i kyrkan avskaffades under 1800-talet av sanitära orsaker, i samband med att Nya kyrkogården skapades vid Sundsta herrgård, norr om den dåtida staden och norr om Östra älvgrenen vid Östra bron. De gamla gravhällarna såldes till borgarna i staden, som lär ha uppskattat dem som trappstenar framför sina hus. Eftersom den huggna sidan av stenen var svår att trampa på valde man tydligen att lägga hällarna med den släta undersidan uppåt.
Strax till höger om västra ingången till kyrkan ligger en stor gravhäll som tidigare varit placerad i domkyrkans kor. Den påminner om att platsen är en tidigare kyrkogård, där inga dock har begravts efter år 1800.

## Orglar
- 1640 byggdes en orgel i kyrkan.[20]

- 1674 byggdes en orgel av prosten Jonas Rudberus i Lyrestads socken. Orgeln hade 24 stämmor och förstördes i branden 1719. Efter branden använde man sig av en regal som slutligen 1743 byttes ut mot ett positiv med 4 stämmor. Positivet såldes 1752 till Silleruds kyrka.[20]

- Församlingen skrev 1747 kontrakt med orgelbyggare Olof Hedlund, Stockholm om ett nytt orgelverk. 1753 fullbordades orgeln av Jonas Gren och Petter Stråhle, Stockholm. Orgeln hade då 30 stämmor och sex bälgar.[21] Vid branden 1865 tog orgeln skada. Delar av orgeln sattes senare upp i Segerstads kyrka.[20]

| Huvudverk         | Öververk       | Pedal         |
| Kvintadena 16'    | Kvintadena 8'  | Principal 16' |
| Principal 8'      | Gedackt 8'     | Untersats 16' |
| Flachflöjt 8'     | Principal 4'   | Oktava 8'     |
| Fleut traversiere | Spetsflöjt 4'  | Gedackt 8'    |
| Oktava 4'         | Kvinta 3'      | Oktava 4'     |
| Flöjt 4'          | Oktava 2'      | Scharf III    |
| Kvinta 3'         | Scharf III     | Cymbel II     |
| Superoktava 2'    | Trumpet 8'     | Basun 16'     |
| Scharf III        | Trumpet 4' Bas | Trumpet 8'    |
| Trumpet 16'       | Vox virginea   | Trumpet 4'    |
| Trumpet 8'        | Tremulant      |               |

- 1878 byggde Åkerman och Lund, Stockholm en orgel med 29 stämmor.[20]

- 1939 ersattes orgeln av Marcussen & Søns orgel som hade 58 stämmor. Från föregående orgel användes fasad, orgelhus, väderlådor från manual 1 och pedal samt cirka 25 stämmor. Traktur och registratur var elektrisk.[20][22]

| Huvudverk I       | Svällverk II        | Svällverk III     | Pedal                 | Koppel      |
| ----------------- | ------------------- | ----------------- | --------------------- | ----------- |
| Principal 16'     | Sgd Gedackt 8'      | Gedackt 16'       | Principal 16'         | II/I        |
| Gedacktpommer 16' | Salicet 8'          | Principal 8'      | Violon 16'            | III/I       |
| Principal 8'      | Quintadena 8'       | Rörflöjt 8'       | Subbas 16'            | III/II      |
| Spetsflöjt 8'     | Oktava 4'           | Viola di gamba 8' | Gedackt 16' (transm.) | III 16'/III |
| Gedackt 8'        | Koppelflöjt 4'      | Voix Celeste 8'   | Quinta 10 2/3'        | I/P         |
| Oktava 4'         | Principal 2'        | Oktava 4'         | Oktava 8'             | II/P        |
| Gedacktflöjt 4'   | Rörflöjt 2'         | Fl octaviante 4'  | Gedackt 8'            | III/P       |
| Quinta 2 2/3'     | Quinta 1 1/3'       | Nasat 2 2/3'      | Oktava 4'             | II 2'/P     |
| Oktava 2'         | Sesquialtera 2 chor | Gemshorn 2'       | Nachthorn 2'          |             |
| Mixtur 5 chor     | Scharff 4-6 chor    | Ters 1 3/5'       | Cornett 4 chor        |             |
| Scharff 4 chor    | Rankett 16'         | Oktava 1'         | Mixtur 5 chor         |             |
| Trumpet 16'       | Krumhorn 8'         | Mixtur 5 chor     | Basun 32'             |             |
| Trumpet 8'        | Tremulant           | Cymbel 3 chor     | Basun 16'             |             |
|                   | Crescendosvällare   | Fagott 16'        | Fagott 16' (transm.)  |             |
|                   |                     | Solotrumpet 8'    | Trumpet 8'            |             |
|                   |                     | Euphon 8'         | Trumpet 4'            |             |
|                   |                     | Skalmeja 4'       | Cornett 2'            |             |
|                   |                     | Tremulant         |                       |             |
|                   |                     | Crescendosvällare |                       |             |

4 fria kombinationer, automatisk pedalväxling, registersvällare för hela orgeln, rörstämmor av/på, rörstämmor 16' av/på.
- Den nuvarande orgeln byggdes 1972 av A. Magnusson Orgelbyggeri AB. Fasaden är från 1878 års orgel och ryggpositivets fasad är från 1972. Trakturen är mekanisk och registraturen elektrisk.[20] Vid restaureringen 1967–68 fick orgeln ett nytt ryggpositiv i läktarbarriären.

| Ryggpositiv I  | Huvudverk II        | Svällverk III      | Öververk IV     | Ekoverk V     | Pedal          | Koppel | Övrigt              |
| Principal 8´   | Pommer 16'          | Gedackt 16´        | Gedackt 8´      | Cornett V     | Principal 16'  | I/P    | Fria kombinationer. |
| Gedackt 8´     | Principal 8´        | Principal 8´       | Fugara 8´       | Trumpet 8'    | Subbas 16'     | II/P   | Registersvällare.   |
| Kvintadena 8´  | Rörflöjt 8´         | Borduna 8´         | Principal 4´    | Vox Humana 8' | Kvinta 10 2⁄3' | III/P  |                     |
| Prestant 4´    | Kvinta 5 1⁄3´       | Gamba 8´           | Rörflöjt 4´     | Tremulant     | Oktava 8'      | I/II   |                     |
| Koppelflöjt 4´ | Oktava 4´           | Schwebung 8´       | Oktava 2´       |               | Gedackt 8'     | III/II |                     |
| Kvinta 2 2⁄3´  | Blockflöjt 4´       | Oktava 4´          | Täckflöjt 2´    |               | Oktava 4'      |        |                     |
| Doublette 2´   | Ters 3 1⁄5´         | Flöjt oktaviant 4´ | Sifflöjt 1 1⁄3´ |               | Täckflöjt 4'   |        |                     |
| Ters 1 3⁄5´    | Nasard 2 2⁄3´       | Nasard 2 2⁄3´      | Oktava 1´       |               | Nachthorn 2'   |        |                     |
| Scharf IV      | Oktava 2'           | Oktava 2´          | Rauschpipa II   |               | Mixtur V       |        |                     |
| Krumhorn 8´    | Quarte de Nasard 2' | Blockflöjt 2´      | Cymbel III      |               | Basun 16'      |        |                     |
| Tremulant      | Ters 1 3⁄5'         | Mixtur V           | Rankett 16´     |               | Trumpet 8'     |        |                     |
|                | Mixtur VI           | Fagott 16'         | Musette 8´      |               | Trumpet 4'     |        |                     |
|                | Trumpet 16´         | Oboe 8´            | Tremulant       |               |                |        |                     |
|                | Trumpet 8´          | Clarion 4´         |                 |               |                |        |                     |
|                |                     | Tremulant          |                 |               |                |        |                     |
|                |                     | Crescendosvällare  |                 |               |                |        |                     |

- Orgeln renoverades och ombyggdes senast 2010–2011 av Grönlunds Orgelbyggeri i Gammelstad. Den innehåller nu 66 stämmor och 4 616 pipor, vilket gör den till en av Västsveriges största kyrkorglar.[23][22]

| Ryggpositiv (I) | Huvudverk (II)      | Svällverk (III)     | Öververk (IV)          | Ekoverk (V)     | Pedal         | Koppel | Övrigt              |
| Principal 8´    | Pommer 16'          | Gedackt 16´         | Gedackt 8´             | Cornett V       | Composée 32'  | I/P    | Fria kombinationer. |
| Gedackt 8´      | Principal 8´        | Principal 8´        | Fugara 8´              | Solo Trumpet 8' | Principal 16' | II/P   | Registersvällare.   |
| Kvintadena 8´   | Rörflöjt 8´         | Borduna 8´          | Italiensk Principal 4´ | Vox Humana 8'   | Subbas 16'    | III/P  |                     |
| Prestant 4´     | Grand Nasard 5 1⁄3´ | Gamba 8´            | Rörflöjt 4´            | Tremulant       | Octava 8'     | I/II   |                     |
| Koppelflöjt 4´  | Octava 4´           | Céleste 8´          | Oktava 2´              |                 | Gedackt 8'    | III/II |                     |
| Kvinta 2 2⁄3´   | Blockflöjt 4´       | Principal 8´        | Täckflöjt 2´           |                 | Octava 4'     |        |                     |
| Doublette 2´    | Grand Tierce 3 1⁄5´ | Oktava 4´           | Sifflöjt 1 1⁄3´        |                 | Täckflöjt 4'  |        |                     |
| Ters 1 3⁄5´     | Nasard 2 2⁄3´       | Flöjt octaviante 4´ | Oktava 1´              |                 | Nachthorn 2'  |        |                     |
| Scharf IV       | Octava 2'           | Nasard 2 2⁄3´       | Rauschpfeife II        |                 | Mixtur V      |        |                     |
| Krumhorn 8´     | Quarte de Nasard 2' | Blockflöjt 2´       | Cymbel III             |                 | Bombarde 32'  |        |                     |
| Tremulant       | Tierce 1 3⁄5'       | Tierce 1 3⁄5´       | Rankett 16´            |                 | Basun 16'     |        |                     |
|                 | Trumpet 16´         | Oboe 8´             | Tremulant              |                 | Trumpet 8'    |        |                     |
|                 | Trumpet 8´          | Clarion 4´          |                        |                 | Trumpet 4'    |        |                     |
|                 |                     | Tremulant           |                        |                 |               |        |                     |
|                 |                     | Crescendosvällare   |                        |                 |               |        |                     |

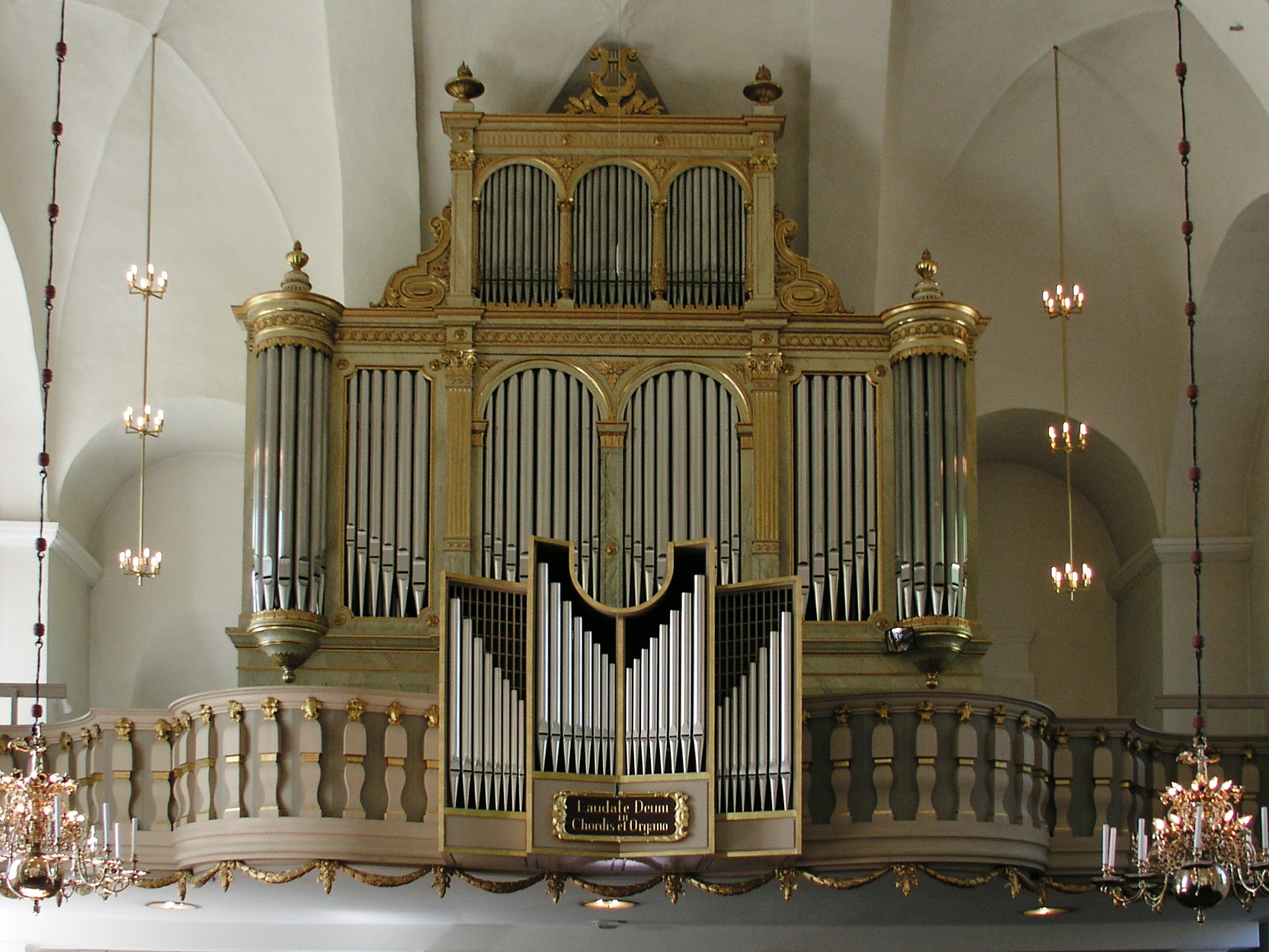
Läktarorgeln med ryggpositivet från 1967–1968.
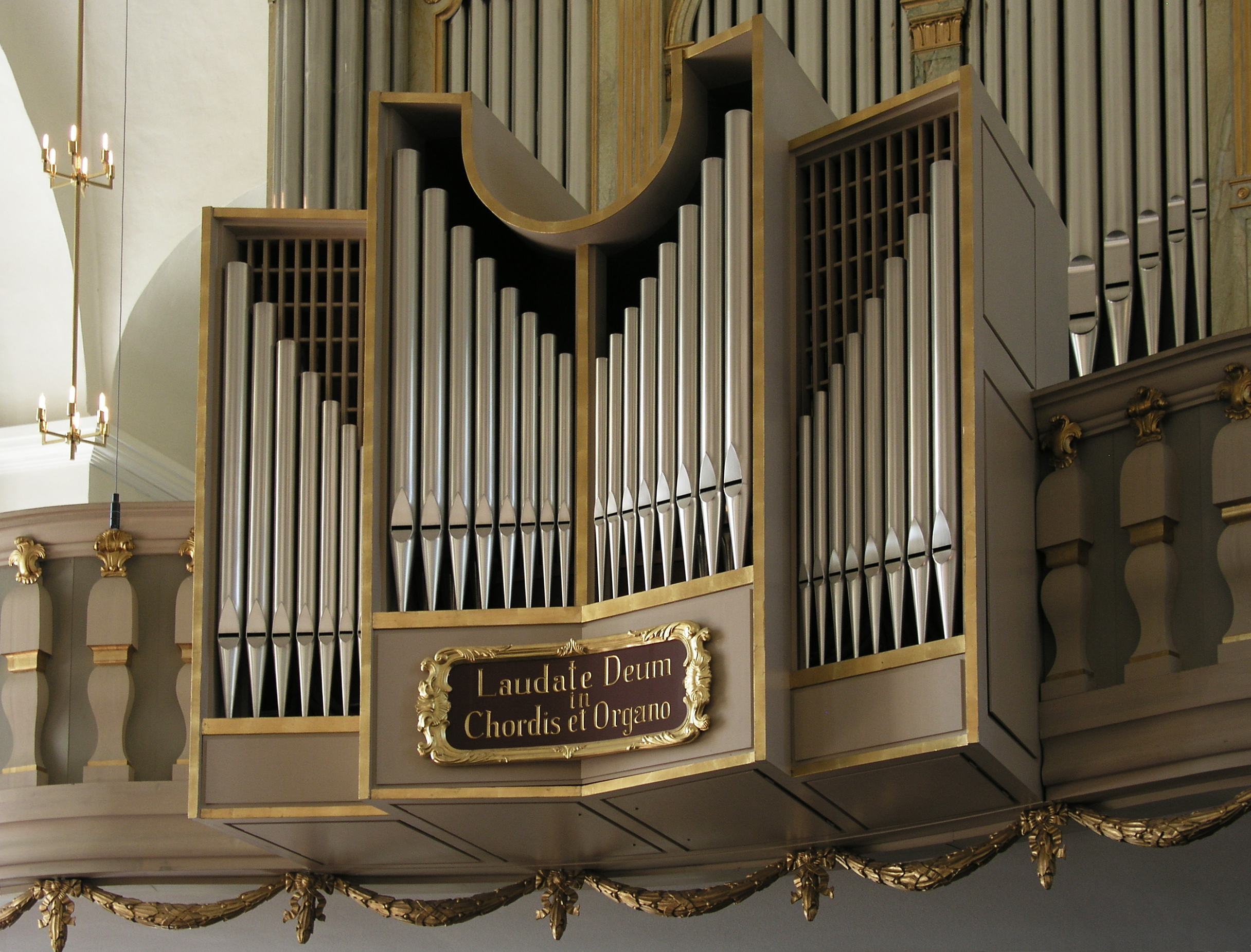
Närbild på ryggpositivet.

### Kororgel
Den mekaniska kororgeln har 14 stämmor och är byggd 1968 av Grönlunds Orgelbyggeri.
| Huvudverk I   | Bröstverk II      | Pedal            | Koppel | Övrigt        |
| Rörflöjt 8´   | Gedackt 8'        | Subbas 16´       | I/P    | Cymbelstjärna |
| Principal 4´  | Rörflöjt 4´       | Principal 8´     | II/P   |               |
| Spetsflöjt 4´ | Principal 2´      | Rauschkvint 2 ch | II/I   |               |
| Waldflöjt 2´  | Cymbel 2 ch       | Fagott 16´       |        |               |
| Mixtur 3 ch   | Krumhorn 8´       |                  |        |               |
|               | Tremulant         |                  |        |               |
|               | Crescendosvällare |                  |        |               |

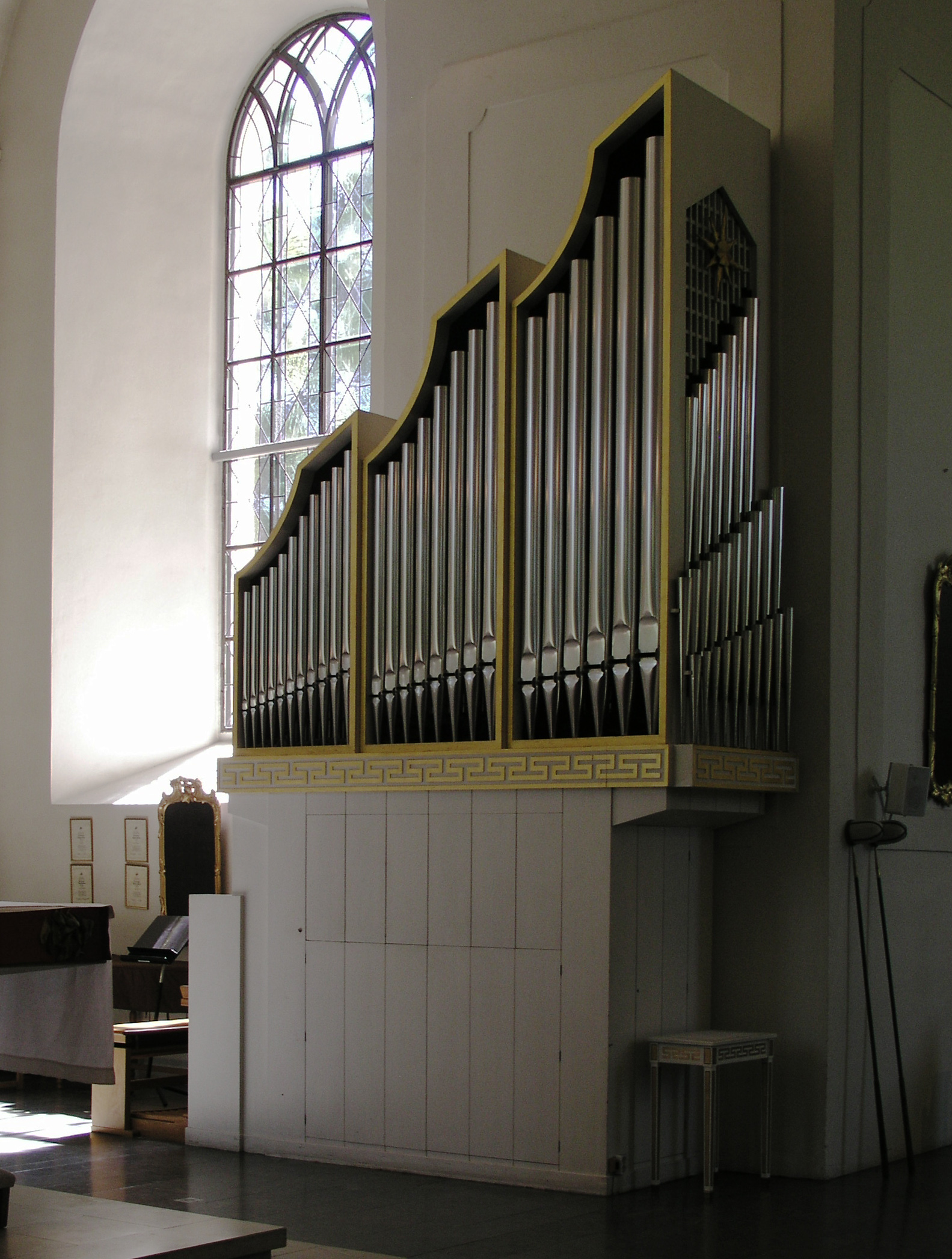
Kororgeln

År 2007 togs domkyrkans minsta orgel i bruk. Det är ett femstämmigt positiv, en kistorgel, byggd av den holländska orgelbyggaren Henk Klop. Den är flyttbar, och kan alltså användas både vid mindre gudstjänster och som ackompanjemangsinstrument till körer och instrumentalensembler på olika platser i kyrkorummet.

### Diskografi
Inspelningar av musik framförd på kyrkans orglar.
- Debut / Gustafsson, Ralph, orgel. LP. Proprius PROP 7766. 1976.

## Inventarier

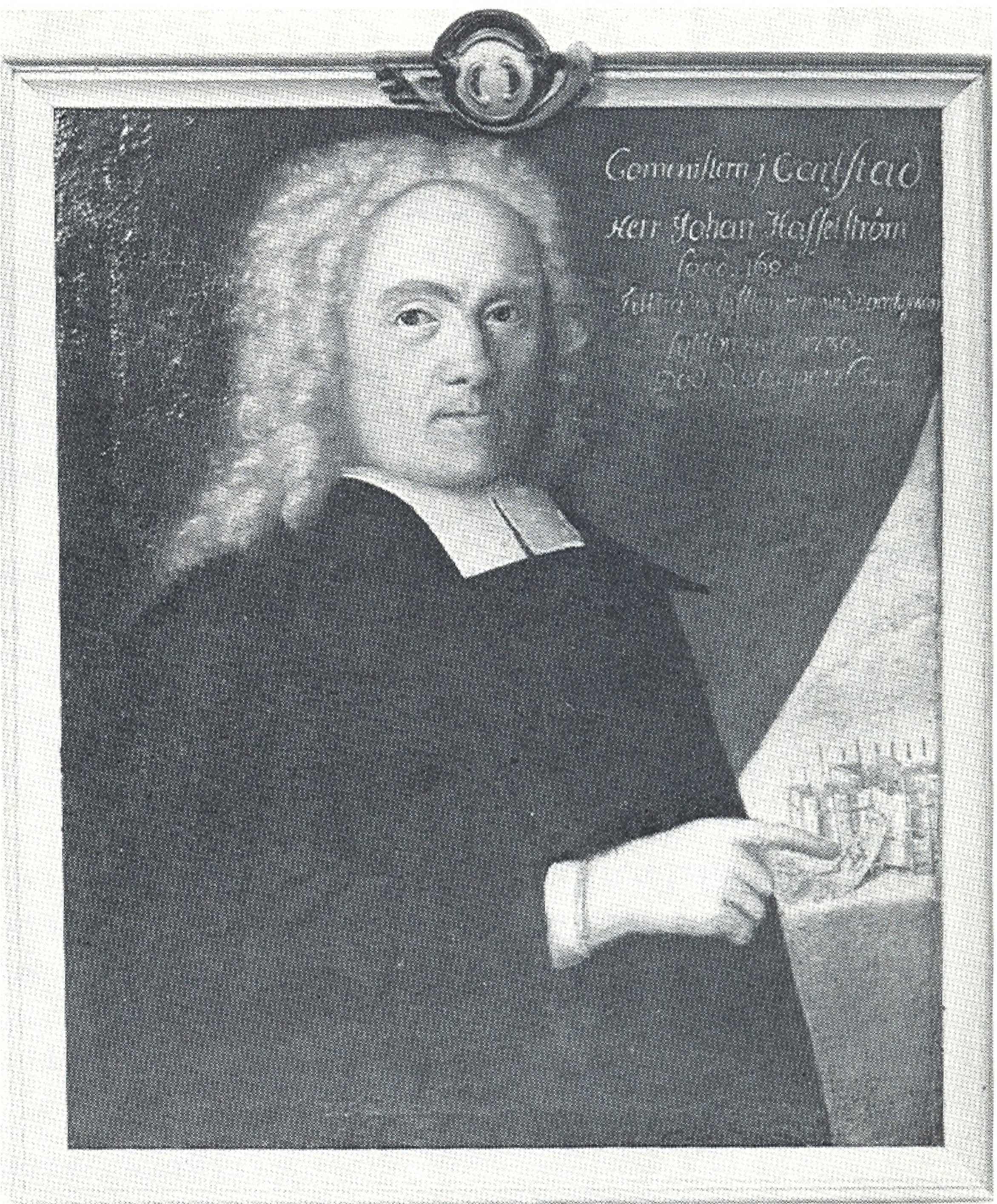
En oljemålning över domkyrkosysslomannen Johan Hasselström, som i början av 1700-talet verkade för att Karlstads domkyrka skulle byggas. Målningen hänger idag i sakristian.

Förutom korkåpan från den gamla kyrkan, märkes en svart skrud med silverbroderier från 1730, liksom en korkåpa från 1987. Det finns dessutom fler äldre svarta mässhakar. Mässhakar etc. i olika färger finns också från 1900-talet (tillverkade mellan 1925 och 1939 och 1963). Ett kalkkläde från 1748 finns också bevarat, liksom en skadad röd bokdyna med årtalet 1731. Av flera kollekthåvar är två äldre, en i röd och en i svart sammet gjorda år 1691 och 1761. Nytt och vackert ornamenterat kyrksilver med oblatask, kalk och patén skänktes till kyrkan 1930.
Ett dopfat från 1750, gjord av mästaren E.G. Wendt i Göteborg ingår i kyrksilvret liksom en vinkanna omgjord av två äldre sådana 1768. Två av de sex nummertavlorna i rokoko är gjorda 1770; de övriga är yngre kopior. En matta gjord 1966 finns också i koret.
I sakristian finns också en oljemålning av en för kyrkans uppbyggnad verksam domkyrkosyssloman, Johan Hasselström. Där finns också en pastell av Olle Hjortzberg och Palmstedts ritningar över det nya koret från 1790 godkända av Gustav III. Utöver dessa inventarier finns också en kyrkkista bevarad, liksom två gamla stolar för landshövdingen och dennes fru i den tidigare landshövdingebänken. De stolarna finns nu i en nyinredd brudkammare i vapenhuset under tornet.
I vapenhuset finns en tympanonrelief utförd 1968 av Heinz Decker i silvertenn i samarbete med Bertil Edgardh. Den innehåller ett Kristusmonogram mot en bakgrund av mindre rektanglar i modernistisk stil.
Där finns också en minnestavla, ritad av Kurt von Schmalensee vid restaureringen på 1960-talet. Den erinrar om kyrkans uppförande under kung Fredrik I:s regeringstid, då kyrkan en tid kallades Frederici kyrka. (Jämför med att Göteborgs domkyrka ibland kallas Gustavi domkyrka efter Gustav II Adolf.)

## Klockorna och klockspelet
Klockorna flyttades från den tidigare år 1722 uppförda klockstapeln till det nybyggda tornet 1737. Efter branden 1752 blev de omgjutna till följd av skadorna. En spricka uppkom i storklockan 1801 så den inte kunde användas. Denna omgöts och fick ny inskription december 1803 av Klockgjutaren och Åldermannen Gerhard Horner i Örebro, och blev högre och bredare med en större vikt (18 Skeppund, 6 Lispund och 3 Marker metallvikt). Klockan sattes åter upp lördagen 28 januari 1804 med invigning dagen efter. Detsamma skedde efter branden 1865, då man av kostnadsskäl tvingades minska antalet klockor från fyra till tre. En spricka uppstod snart efter omgjutningen i storklockan, men åtgärdades inte förrän sprickan åter gjorde sig påmind genom missljud (att klockan lät mycket illa), varvid klockan göts om år 1913 av Bergholtz klockgjuteri. Samtidigt göts en ny större mellanklocka av den tidigare lillklockan och den tidigare mindre mellanklockan fick bli ny lillklocka. Lillklockan är alltså från 1865 medan de två större klockorna är omgjutna år 1913. Dessa tre nuvarande klockor väger 3,5, 1,7 och 0,9 ton. Lilla klockan har tonen f#0 , mellanklockan tonen d0 och stora klockan tonen H.
Den 22 april 1990 invigdes ett nytt klockspel med 25 mindre klockor i tornet. Det hänger ovanför de tre kyrkklockorna. Olika melodier spelas automatiskt klockan 12, 15 och 18 (olika melodier för varje klockslag) efter att ha inprogrammerats via en klaviatur.

## Kyrktornet och urverket
Tornet är 65 meter högt. I tornspiran finns bevarade gamla utrymmen för tornvakten, som skulle speja efter brand och andra faror. I ett av dessa utrymmen finns det gamla mekaniska urverket bevarat. Det togs ur bruk 1980 och ersattes då av ett digitalt urverk styrt nerifrån andra våningen i tornet. Från en mindre dosa mitt bland trapporna i tornspiran går idag fem stänger ut till urets visare. Det digitala uret är också kopplat till klockspelet (även för timslag) och till kyrkklockorna. Detta kan också ses i tornet vid ett besök.